# 罗曼式建筑

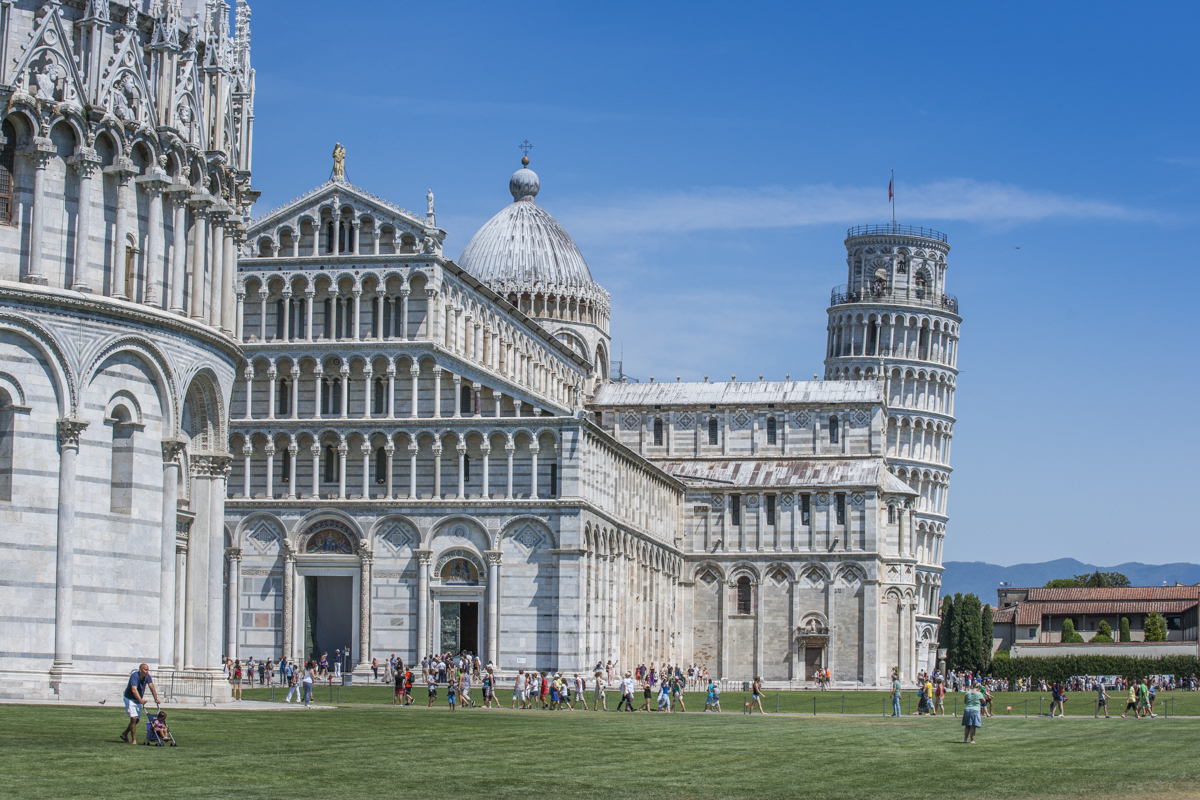
比薩主教座堂及斜塔

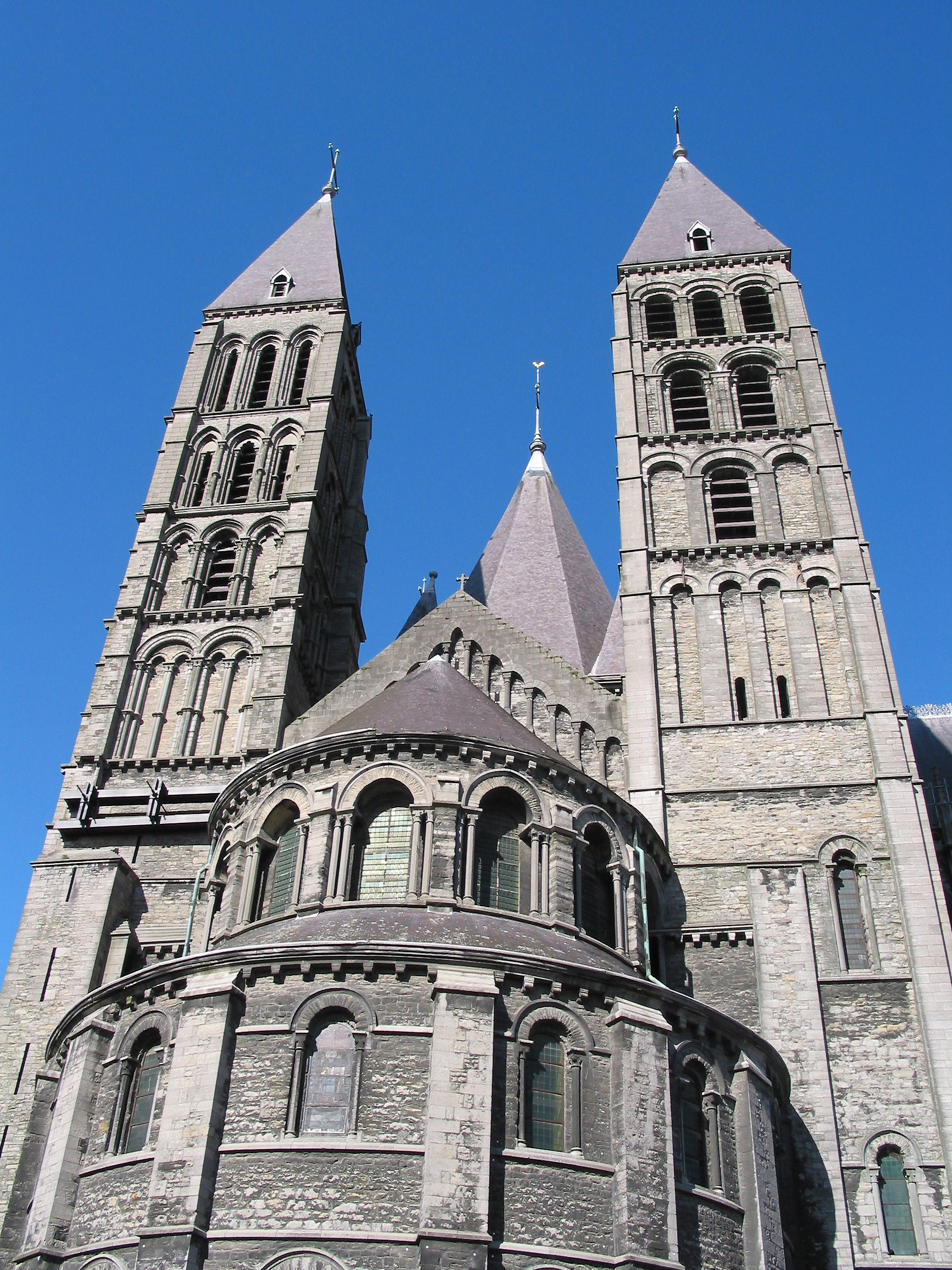
比利时图尔奈主教座堂南部翼廊，12世纪

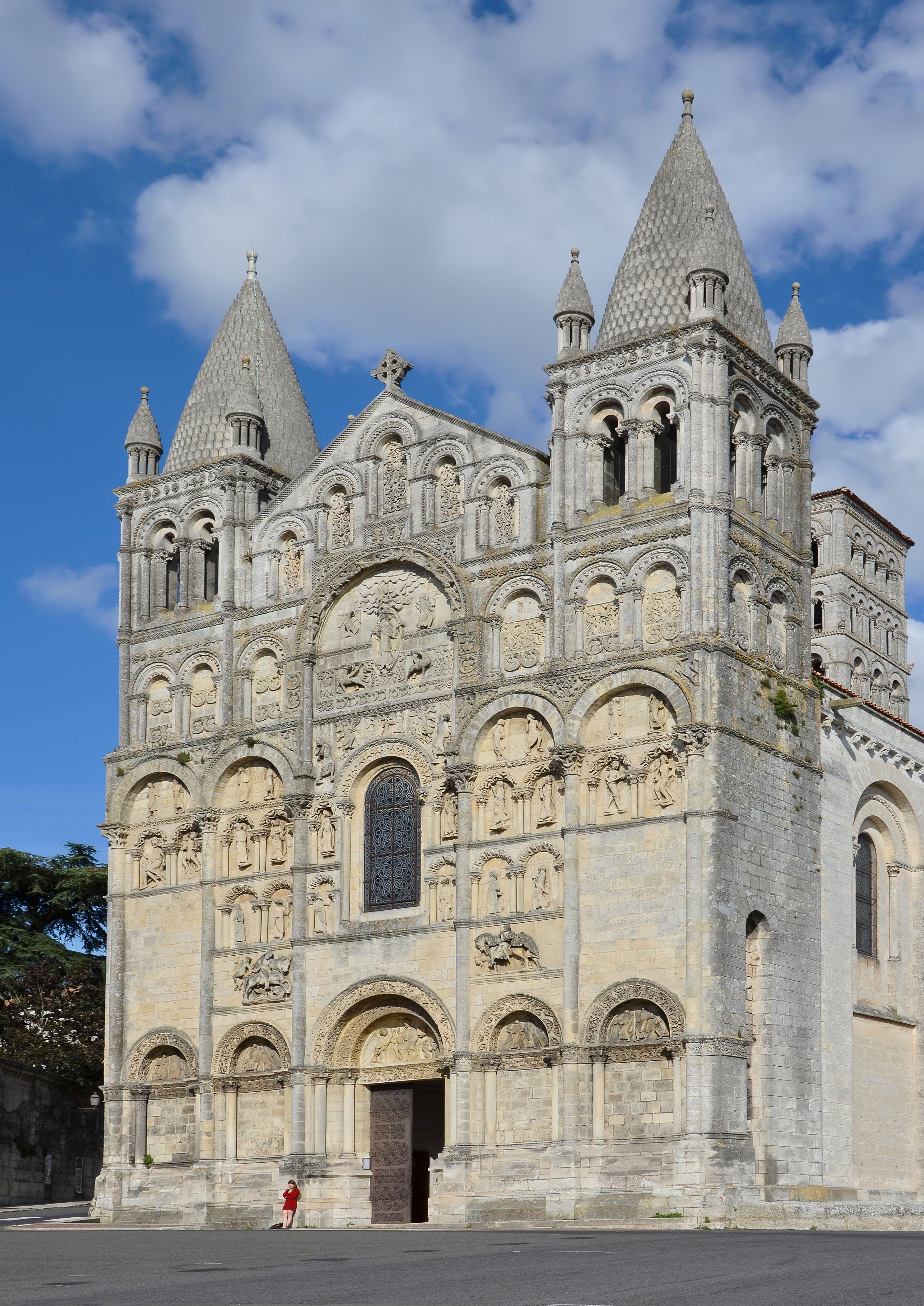
法国昂古莱姆主教座堂的正面

罗曼式建筑（英語：Romanesque architecture，意大利語：Architettura romanica），又译罗马风建筑、似罗马建筑）为欧洲中世纪一种以窄半圆拱为特征的建筑风格，并从12世纪开始逐渐过渡到以尖拱为特征的哥特式建筑。虽然对于这一风格的起源时间有从6世纪到10世纪等不同的提议，尚未达成共识，但其建筑实例遍及欧洲大陆，使其成为自古罗马建筑之后第一种风靡欧洲的建筑形式。在英格兰，这一风格在传统意义上更倾向于指诺曼式建筑。在意大利，这一风格被称为Romanica，与罗马风格Romana相区别。为区别两者，现代西方人称古希腊罗马建筑为古典建筑，近现代模仿者为新古典建筑。
罗曼式建筑兼有西罗马和拜占庭建筑的特色，并因其结实的质量、厚重的墙体、半圆形的拱券、坚固的墩柱、拱形的穹顶、巨大的塔楼以及富于装饰的连拱饰而知名，显得雄浑而庄重。每座建筑有明确、清晰的形式，并且常常采用规则对称的平面，所以在与随后的哥特式建筑比较时，总体上会有一种质朴的形象。尽管有地域特征和材料差异，这一形式仍可以在欧洲各处被识别。
很多城堡建设在这一时期，但是这一数目被教堂远远超过。那些修道院、教堂很大一部分依旧完好。

## 定义
最早在19世纪早期，法国的诺曼底考古学家查尔斯·德·热维尔（Charles de Gerville）或他的同事阿尔西斯·德·科蒙（Arcisse de Caumont）发明“roman”这一术语用于描述西欧5-13世纪的建筑，此时很多符合这一描述的建筑仍未明确具体年代。在此之前，法国对西方中世纪宗教建筑大都以“哥特”一词归类，最多也是少数学者加以区分墨洛温风格、卡洛林风格和哥特风格三个阶段，或是早期哥特和晚期哥特亦或重哥特和轻哥特两个阶段。查尔斯·德·热维尔于1818年在致友人的一封信中，提出以法语中的“罗曼（roman）”这一18世纪语言学家用来指代从拉丁语演化而来之语族的称谓概括西方11-12世纪宗教建筑的风格，用意即是以拉丁语和罗曼语族诸语的关系暗道古罗马艺术与罗曼艺术的关系，即后者是前者的一种变体。在英国，“罗曼（romanesque）”一词概括这一建筑风格则于1819年最先出现；德国学者最初则在teutsch、longobardisch和romantische三词间犹豫，到19世纪30年代偏向romantishce一词。
该术语的使用现在被更多的限于10世纪晚期到12世纪，这一单词被用于描述可识别为中世纪的，并且为哥特式作出预示的一种风格，仍然维持了古罗马的圆形拱因而看上去像是罗马传统建筑的一种延续。
“前罗曼式”有时被用于德国在卡洛林王朝和奥托王朝时期，以及伊比利亚半岛的西哥特、莫萨拉布和阿斯图里亚斯在8-10世纪的建筑，同时，“第一罗曼式”被用于意大利北部、西班牙以及一部分法国的建筑，它们既有罗曼式的特色同时又先于克吕尼修道院的影响。

## 历史

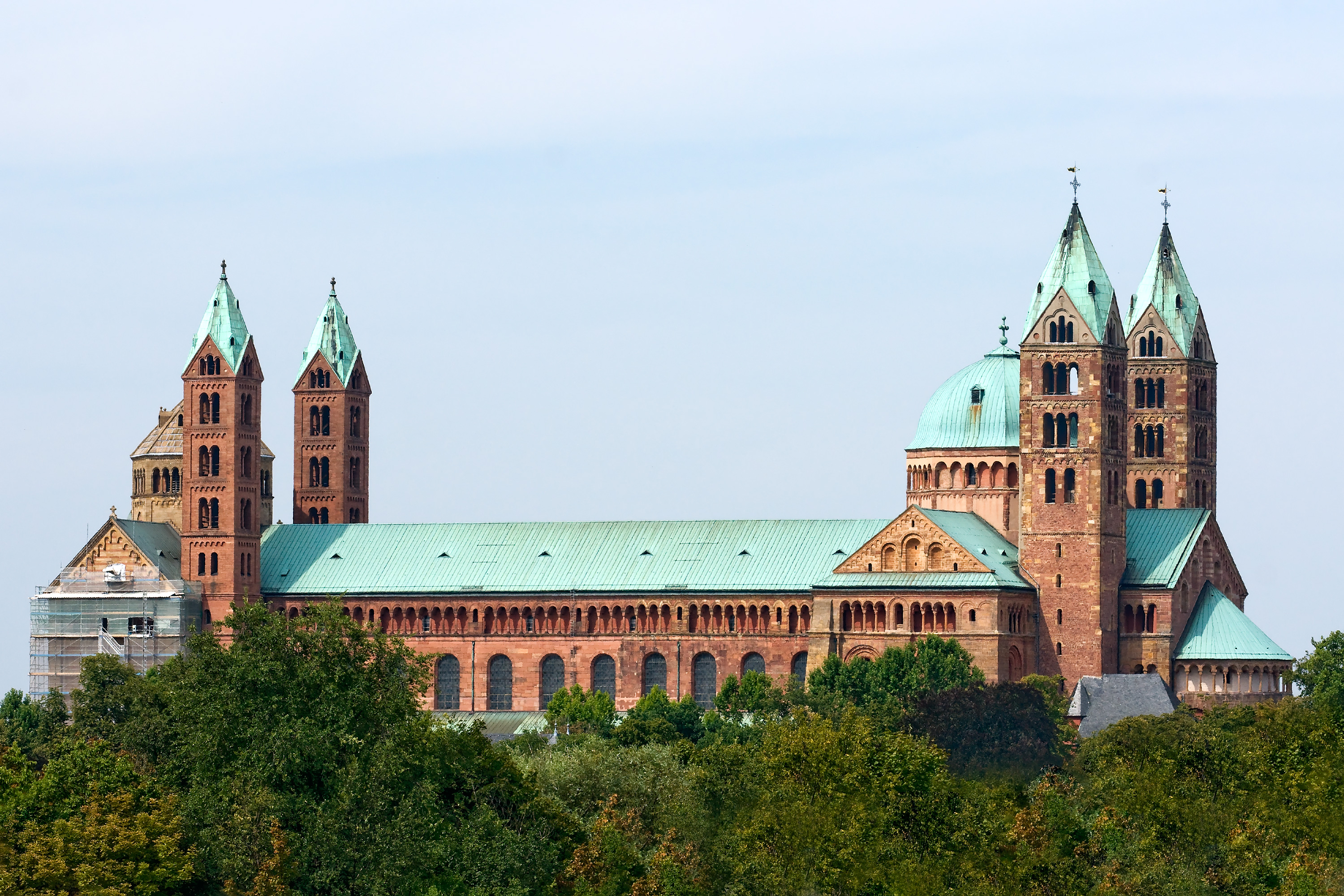
目前世界上现存最大的罗曼式教堂施派尔主教座堂，是对于帝国的力量和建筑革新的一种体现，也是德国罗曼式教堂普遍超高形象的代表

### 源头
罗曼式建筑是自罗马帝国之后第一种遍及欧洲的独特建筑风格。尽管在十九世纪的艺术史学家印象中罗曼式建筑是罗马建筑的一种延续，实际上在欧洲的大部分地区，罗马的砖石建造技术已经在很大程度上丧失，在更北的地区除了官方建筑外从未采用，甚至在斯堪的纳维亚闻所未闻。即使在罗马这样仍然存留着一些君士坦丁时期的大教堂、可以作为后来建造者的灵感的地方，延续性仍然很小。并非是古罗马建筑，而是6世纪位于拉文纳的八边形拜占庭圣维塔莱大教堂给位于德国亚琛、建造于公元800年左右的查理曼巴拉丁礼拜堂以启发，并促成了这一西欧黑暗时代的伟大建筑。

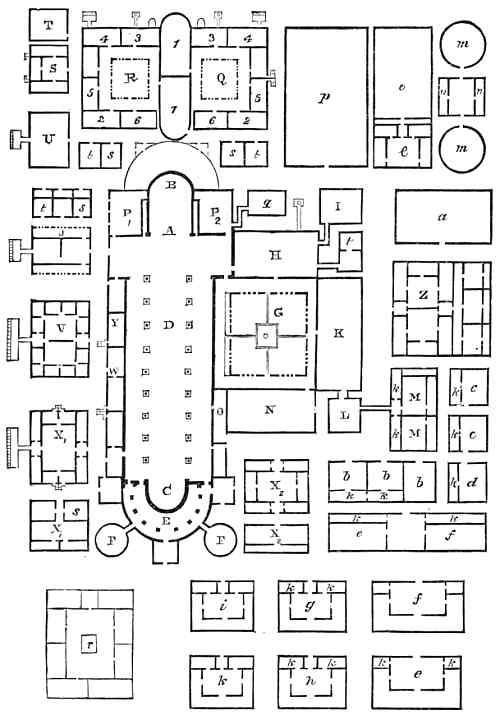
圣加伦平面的一份复件

继亚琛主教座堂之后不久是一份引人注目的，被称为圣加伦平面的九世纪瑞士手稿，这份手稿展示了一处修道院建筑群非常详细的平面，并标示有各种各样的建筑以及它们的功能。最大的一座建筑是教堂，它的平面是明显的德国式，其中两个尽端均有半圆形壁龛这一布置方式通常在其他地方罕见。教堂的另一个特色是它规整的比例，交叉部塔楼的方形平面为其他部分提供了一个模数，这两处特色在最初的罗曼式建筑、建于1001-1030年的希尔德斯海姆圣米迦勒教堂上也可以看到。
罗曼式建筑也在10世纪的意大利北部、法国的一部分地区以及伊比利亚半岛同步发展，并且要先于后来的克吕尼修道院的影响，这种风格有时候也被称为“第一罗曼式”或“伦巴罗曼式”，其特征为厚重的墙体，缺乏雕刻以及出现富有节奏的装饰性拱（被称为）。

### 政治

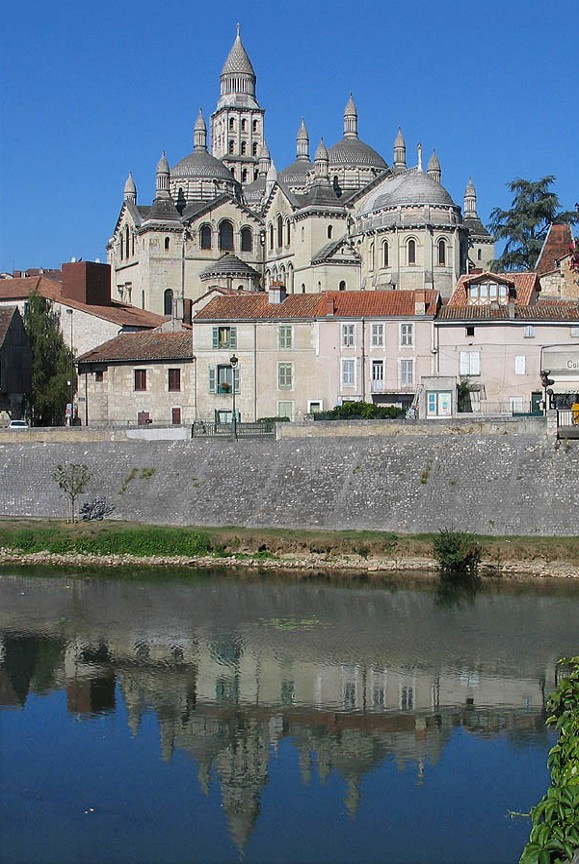
法国佩里格教區的圣弗朗特教堂，如拜占庭教堂一样设五个穹顶，但它的结构是罗曼式的

公元800年的圣诞节，致力于恢复旧西罗马帝国、并发起了对古罗马建筑的学习的查理曼在聖伯多祿大殿由教宗加冕。查理曼的继任者仍统治着欧洲的大部分地区，在政治上独立的国家逐渐显现并最终熔为一体，通过拥戴或挫败，从德意志王国中产生了神圣罗马帝国。1066年诺曼底的威廉公爵对英格兰的入侵见证了城堡和教堂的建设，它们加强了诺曼风格的出现。在这一时期，一些重要的教堂被统治者作为世俗和宗教权力的所在、或者用于加冕和安葬而创建，包括圣德尼修道院、施派尔主教座堂和威斯敏斯特大教堂（那里诺曼教堂如今残存极少）。

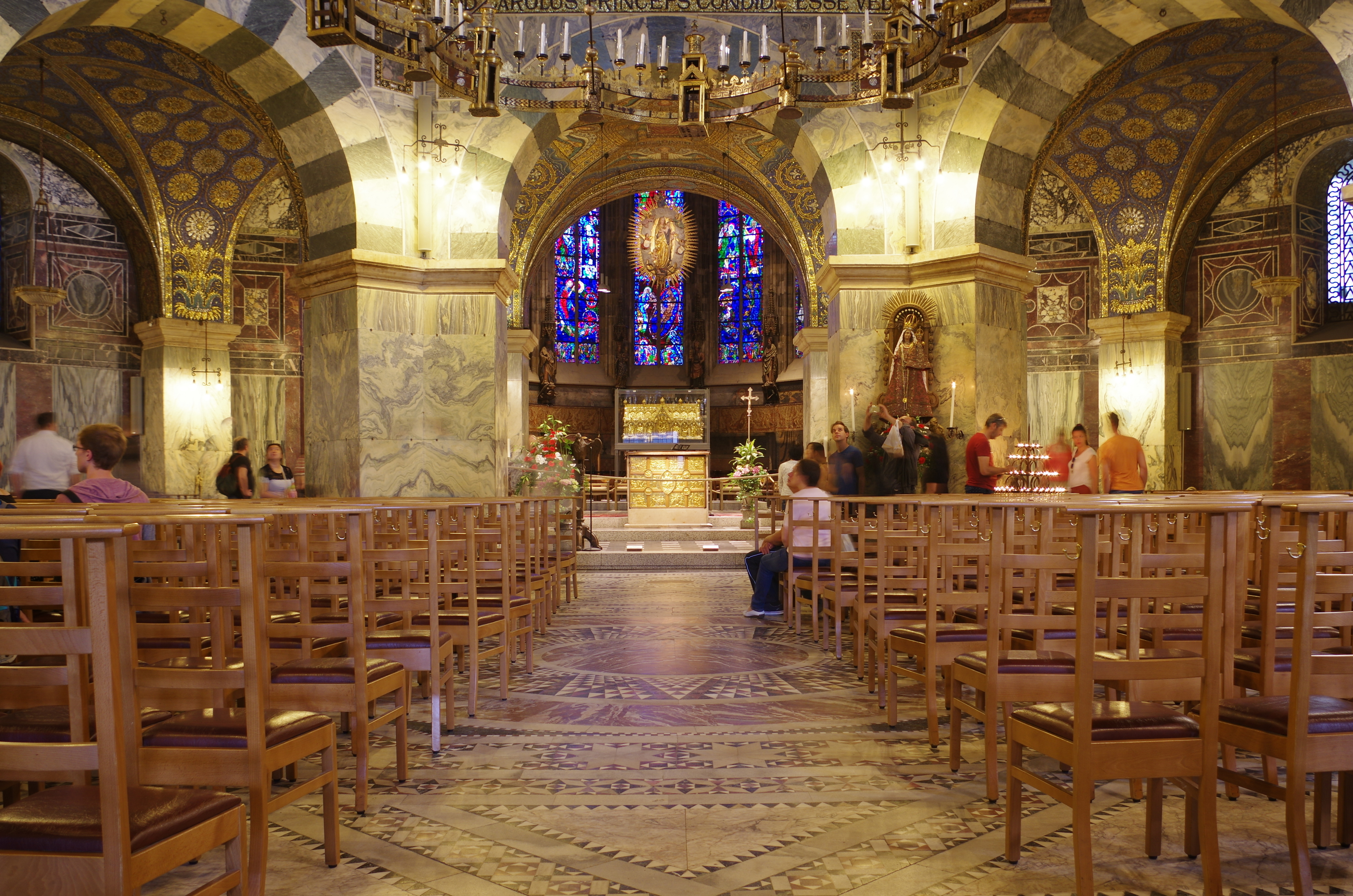
德国亚琛主教座堂中的帕拉丁礼拜堂建成于800—805年之间，是早期罗曼式建筑的代表，也是查理曼时代留下来的唯一一座建筑

当西罗马帝国遗留下来的建筑结构正在陷入衰落，并且其中许多知识和技术已经丢失的时候，在持续更久的拜占庭帝国，砖石穹顶的砌筑以及建筑装饰性细节的雕刻仍未有减退，虽然在罗马灭亡之后其风格发生了较大的演变。君士坦丁堡和东欧的那些穹顶覆盖的教堂深刻影响了一些城镇的建筑，尤其是通过贸易往来和十字军东征。可以证实以上结论的最重要的单体建筑是威尼斯的圣马可教堂，也有很多相比之下不够知名的例子，尤其是在法国，例如圣弗朗特教堂和昂古莱姆主教座堂。
欧洲的大部分地区受封建制度的影响，在这一制度下，农民从地方封建领主手中获得土地使用权并以耕种土地作为服兵役的交换。这种制度的结果是，农民可以被号召起来，不仅是为了解决本地区的争端，也可以在领主的命令下跟随他们穿越欧洲，参加十字军运动。这一发生在1095-1270年的运动带来了大规模的人口迁移，随之亦促使了思想和行业技巧的传播，尤其是那些涉及城堡的修筑、以及因武器供应而需要的金属加工技巧，亦可适用于建筑的组合和装饰。持续的人口，包括统治者、贵族、主教、修士、工匠和农民的迁移，是能够创造一种类同的建造方法和可识别的罗曼式风格（尽管会有地域差别）的一个重要因素。

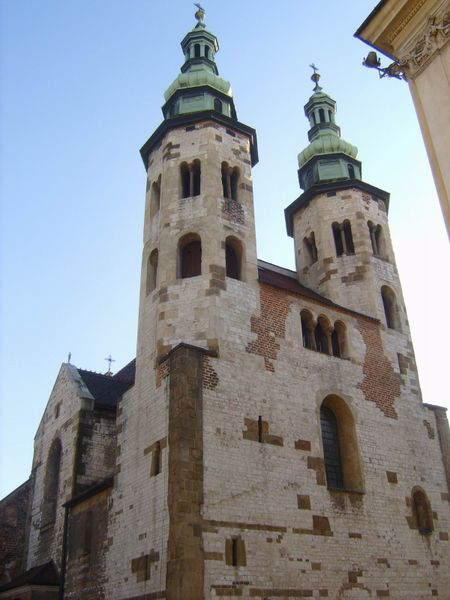
位于波兰克拉科夫的圣安德肋教堂双塔均为八角形平面，并有建于巴洛克时期的穹顶

### 宗教
11世纪末至12世纪见证了遍及欧洲的教堂数目的空前增长，其中大部分建筑得以存留（规模或大或小），包括很多知名的教堂如罗马科斯梅丁的圣玛利亚教堂，佛罗伦萨洗礼堂和维罗纳的圣泽诺大教堂。法国著名的卡昂修道院和修女院以及圣·米歇尔山可以追溯到这一时期，也包括在圣地亚哥朝圣之路上的修道院。在英格兰的27处奠基于古代的主教座堂中，除了修道士从旧塞勒姆迁置的索尔兹伯里座堂（也称新塞勒姆）外都开始于这一时期，并且一些教堂，如坎特伯里教堂是在撒克逊人的教堂旧址上重建而成。在西班牙，这一时期最著名的教堂是圣地亚哥-德孔波斯特拉主教教堂。在德国，很多罗曼式修道院分布在莱茵河及其支流上，著名的有美因茨、沃尔姆斯、施派尔和班贝格等。在科隆这一当时位于阿尔卑斯山脉北侧最大的城市，一个很重要的大城市教堂群大部分完好无损的幸存下来。随着隐修生活在欧洲的传播，罗曼式教堂也在苏格兰、斯堪迪纳维亚、波兰、匈牙利、西西里、塞尔维亚和突尼斯涌现，很多重要的罗曼式教堂建于十字军王国时期。

#### 隐修生活

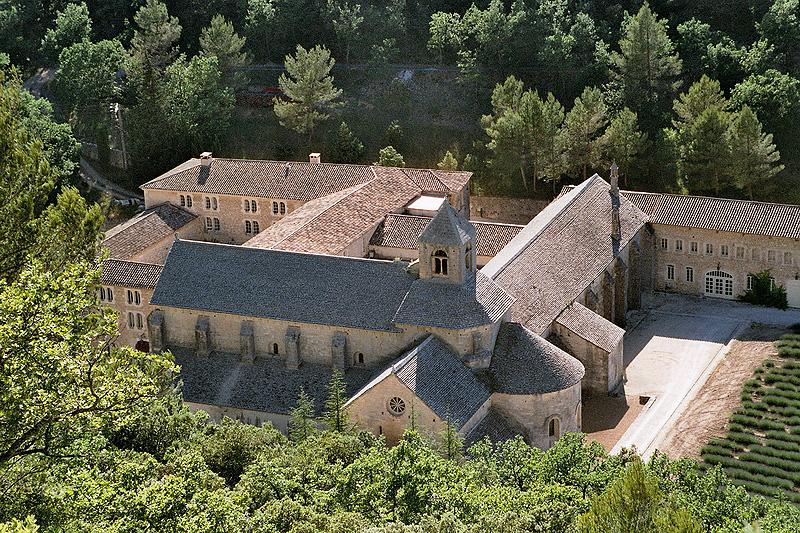
位于法国的罗曼式塞南克修道院，已被不同时期的修道院建筑围绕

隐修生活这一制度由传教士圣本笃在6世纪确立，这一制度中笃信宗教的人成为修会的成员，他们有着共同的约束和准则，在一个相互依赖的社会中生活，而不是像一群隐士那样接近而实质上相互独立。本笃会士修道院从意大利传播到整个欧洲，并在英格兰一直远远是数量上的最多者，然后是克吕尼修会、熙笃会、嘉尔笃会和奥斯定会。通过与十字军的联合建立了医院骑士团和圣殿骑士团的传教修会。
修道院有时也会承担主教座堂的功能，有世俗教士组织的主教座堂常常设在居住区内，是欧洲的一个主要权力源头。重要修道院的主教和修士会像贵族一样生活和作为。修道院是种种学习活动的一个主要所在地，班尼迪克曾经要求所有的艺术都应该在修道院中传授和练习，书籍均在修道院内手抄，且在修道院外会读写的人极少。
在法国，勃艮第是隐修生活的中心。庞大而有权势的克吕尼修道院对其他修道院的布局和教堂的设计有持久的影响力。遗憾的是在克吕尼很少有修道院教堂幸存，963年以前重建的“克吕尼修道院二世”已经完全不复存在，但建于1088–1130年间的“克吕尼修道院三世”，这座直到文艺复兴时仍然是欧洲最大的建筑，我们对它的设计有一个不错的印象。然而位于图卢兹，建于1080-1120年的圣塞尼教堂仍然保存完好，并以它模数化的形式、庞大的外观，以及简单的拱形窗这一母题的重复表现了罗曼式建筑设计的规律性。

#### 朝圣和十字军东征
十字军东征意图从穆斯林手中夺取耶路撒冷的控制权，其影响之一是激发了大量的宗教狂热，相应的产生了大量的建设计划。基于稳妥的回报，欧洲的贵族通过新建教堂或扩建旧教堂来感谢上帝。同样的，对于那些未从这一运动中归来的人，其家庭也通过这项具体的工作适宜的表以纪念。

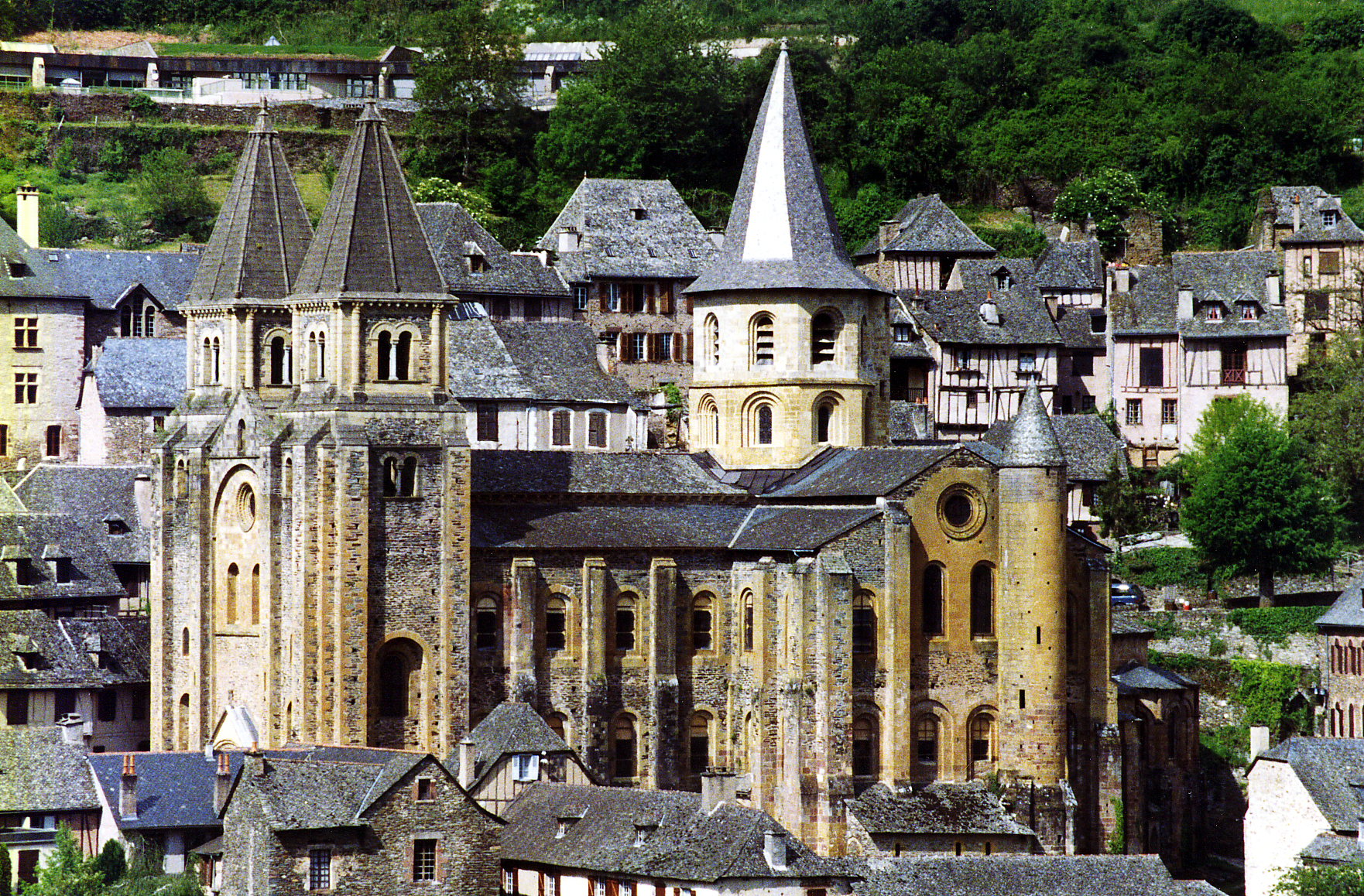
1120年建成的法国孔克的圣福瓦修道院（Abbatiale Sainte-Foy）为早期罗曼式教堂的代表。教堂处于前往圣地亚哥-德孔波斯特拉朝圣的途中，是由原来的巴西利卡式教堂扩建的。西面的两个尖塔为19世纪所加。

十字军东征导致了大量来自圣人和使徒的圣物混在其他物品中转移，很多教堂，如佩里格的圣弗朗特教堂拥有来自本地的圣人，然而其他的一些，最著名的如圣地亚哥-德孔波斯特拉，宣称存有遗骸并供养某位有影响力的圣人，在这里是十二使徒之一（即圣雅各伯）。这座位于加利西亚（现在的西班牙）西端的城市成为了欧洲一个最重要的朝圣地。朝圣热潮的兴起对教堂的空间提出了更高的要求。很多朝圣者在圣詹姆士殉道之路（或称朝圣之路）上徒步旅行，其中很多人视赤足行走为苦修的标志。他们沿着穿越法国的四条主要线路前进，为了这场旅行在瑞米耶日、巴黎、韦兹莱、克吕尼、阿尔勒和瑞士的圣加仑集聚，穿过比利牛斯山的两座关隘后，汇合成一股横穿西班牙西北的洪流，途中他们会受到归来的朝圣者的激励。在每一条线路上的修道院（例如穆瓦萨克、图卢兹、龙塞斯瓦耶斯、孔克、里摩日和布尔戈斯）均为这股人流提供所需，并因经过的贸易而变得更加富有。在贝里省的圣伯努瓦迪索便是一座典型位于朝圣之路上的教堂。

## 特点

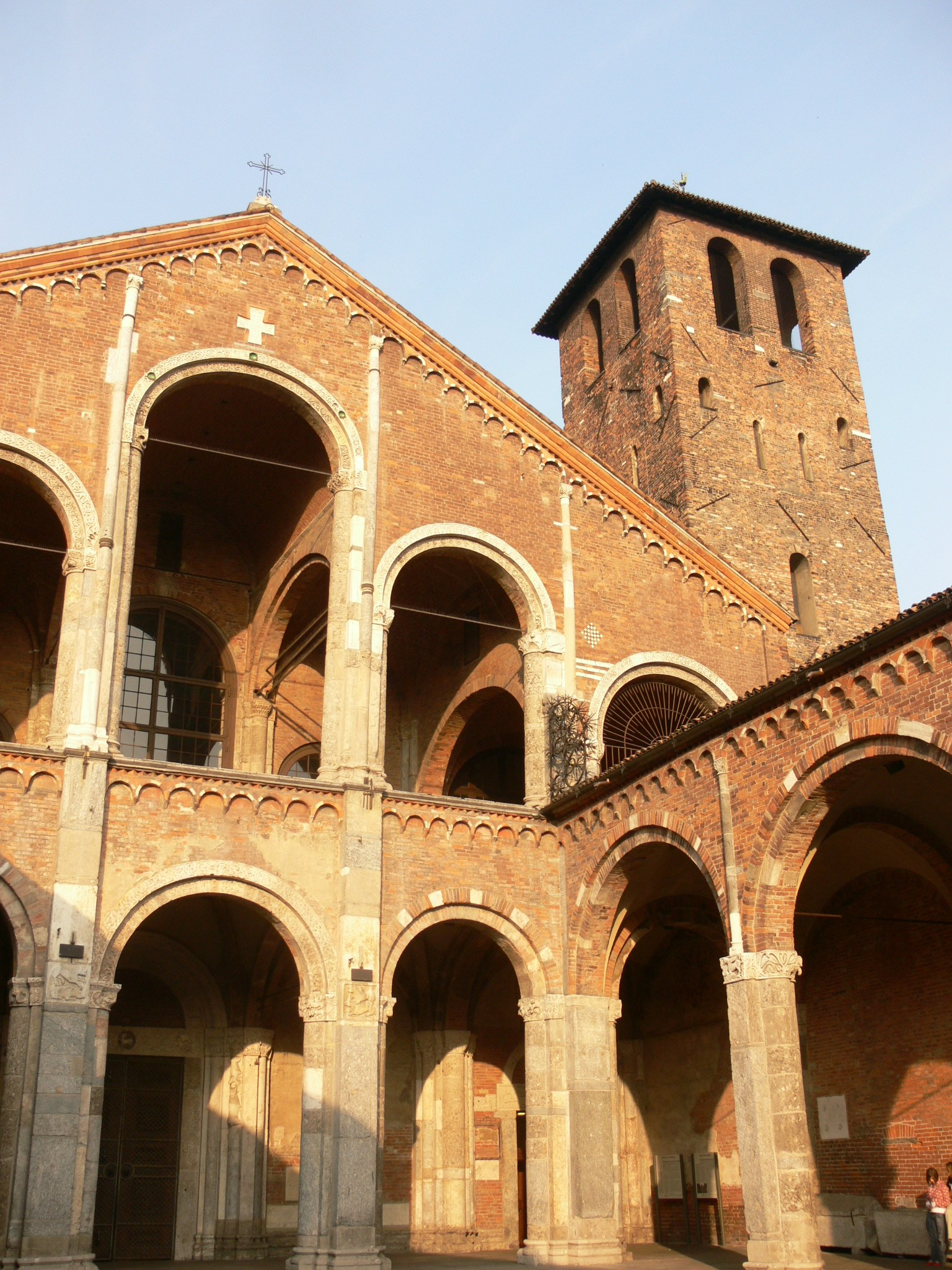
米兰的圣盎博罗削圣殿由砖砌成

无论是教会建筑还是世俗建筑，罗曼式建筑普遍给人以坚固而有力的印象。与之前的古罗马建筑和之后的哥特式建筑均以柱子、壁柱和拱作为承重构件（或者是看上去如此）相比，罗曼式建筑则与拜占庭建筑类似，依靠墙、或是被称为墩柱的墙段承重。
罗曼式建筑常常被划分为“第一罗曼式”和“罗曼式”两个时期，其区别主要取决于建造时所需要的专业技能。第一罗曼式以粗石砌墙、开更小的窗户并尚未采用拱顶。伴随着拱顶和有所加工的石块被增量的使用这些较大的改进标志着第二罗曼式。

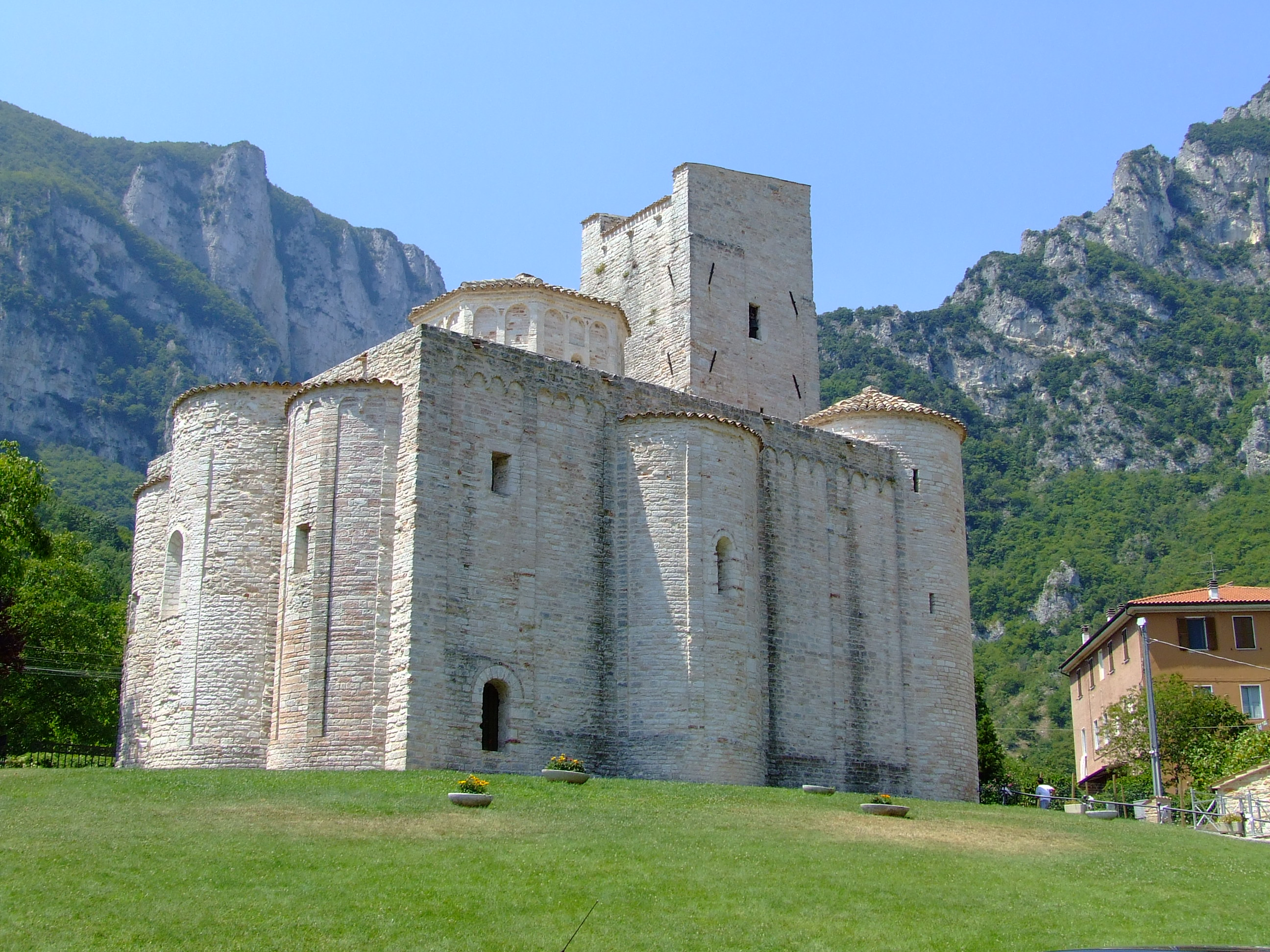
意大利使用粗石砌筑真加的圣维托雷阿勒修道院，有一种典型的城堡般的形象

### 墙壁
罗曼式建筑的墙壁通常厚度很大，开口部分极少并相对较小，因此显得沉重封闭。它们通常为双层壁体、填以碎石。
在欧洲各处其建造材料差异很大，取决于当地的石材和建造传统。在意大利、波兰、德国的大部分以及荷兰的一部分地区通常会使用砖块。其他地区可见大量的石灰石，花岗岩和燧石。用于砌筑的石头常常相对较小并且呈不规则的块状，置于厚厚的灰浆中。平整的方石墙并非是这一风格区别性的特色，特别是在早期，但是会主要出现在那些可以获得宜于加工的石灰岩的地区。

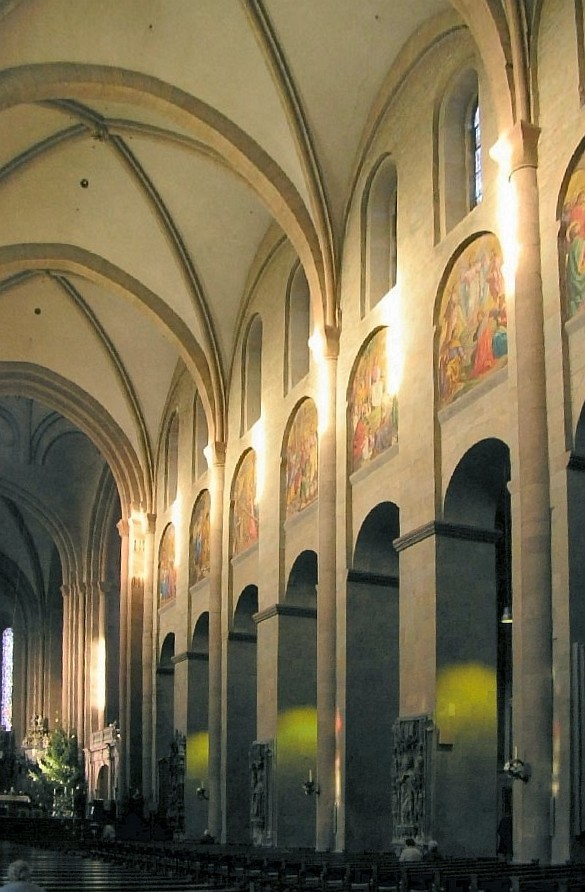
德国的美因茨大教堂，可能是内立面呈三段式的最早实例

### 墩柱
在罗曼式建筑中的拱常常使用墩柱（也称扶垛）作为支撑。它们用砖石砌筑，剖面呈正方形或矩形，通常会在拱的起脚处以水平线脚表现柱头。有时墩柱上会附有垂直的柱身，在底座层上也可能会有水平线脚。
虽然柱墩基本上为矩形，但是常常可以呈现极复杂的形式，如在内壁上设支撑拱的大空心半柱，或由直达拱线脚处的小柱身组成束状。
出现在两个大拱相交处的墩柱通常呈十字形，例如在正厅和翼廊（或称耳堂）的交叉点之下，每个拱由各自的矩形墩柱支撑，并互成垂直的角度。

### 柱子
柱子是罗曼式建筑结构上一个重要的特色，细长柱和附柱也会应用在结构和装饰上。在意大利经常使用由单块石料凿成的整体柱，就像在罗马和早期基督教建筑中那样。它们也会，特别是在德国，于更巨大的墩柱间交替使用。由多个单块石料凿成的拱廊柱也常用于不需要承受较大砖石重量的结构，例如在回廊中，并有时采用双柱。

#### 回收的柱子

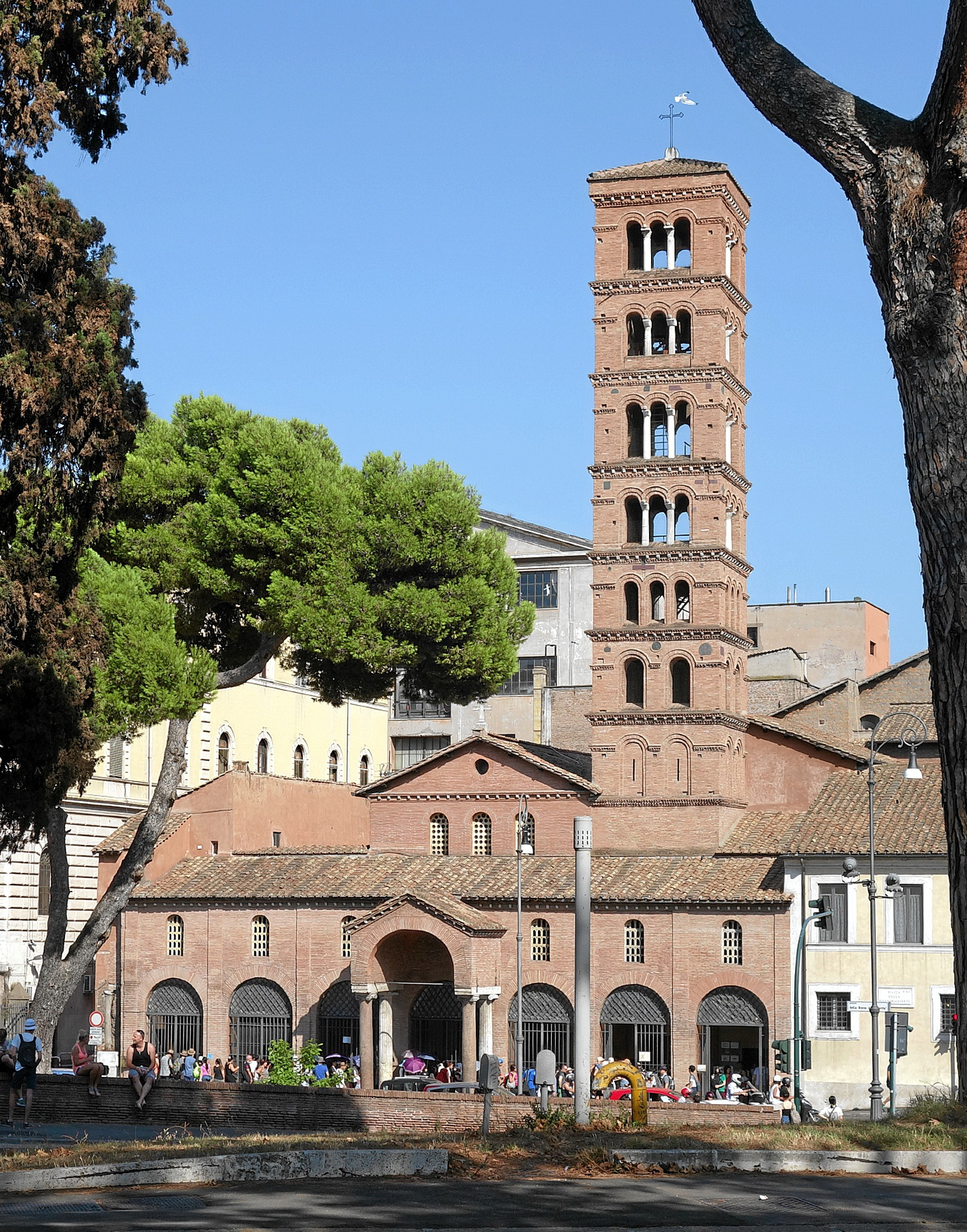
羅馬科斯美汀聖母堂，内由古羅馬石柱支撐

这一时期在意大利，数量众多的古罗马时期的柱子被回收并再利用于教堂的内部和柱廊上。在这些柱子中大理石质地并有横向基石的最为耐久，但大部分为竖向基石并有时会呈现各式各样的颜色。它们可能保留了最初的罗马柱头，一般来说是科林斯或罗马混合式。

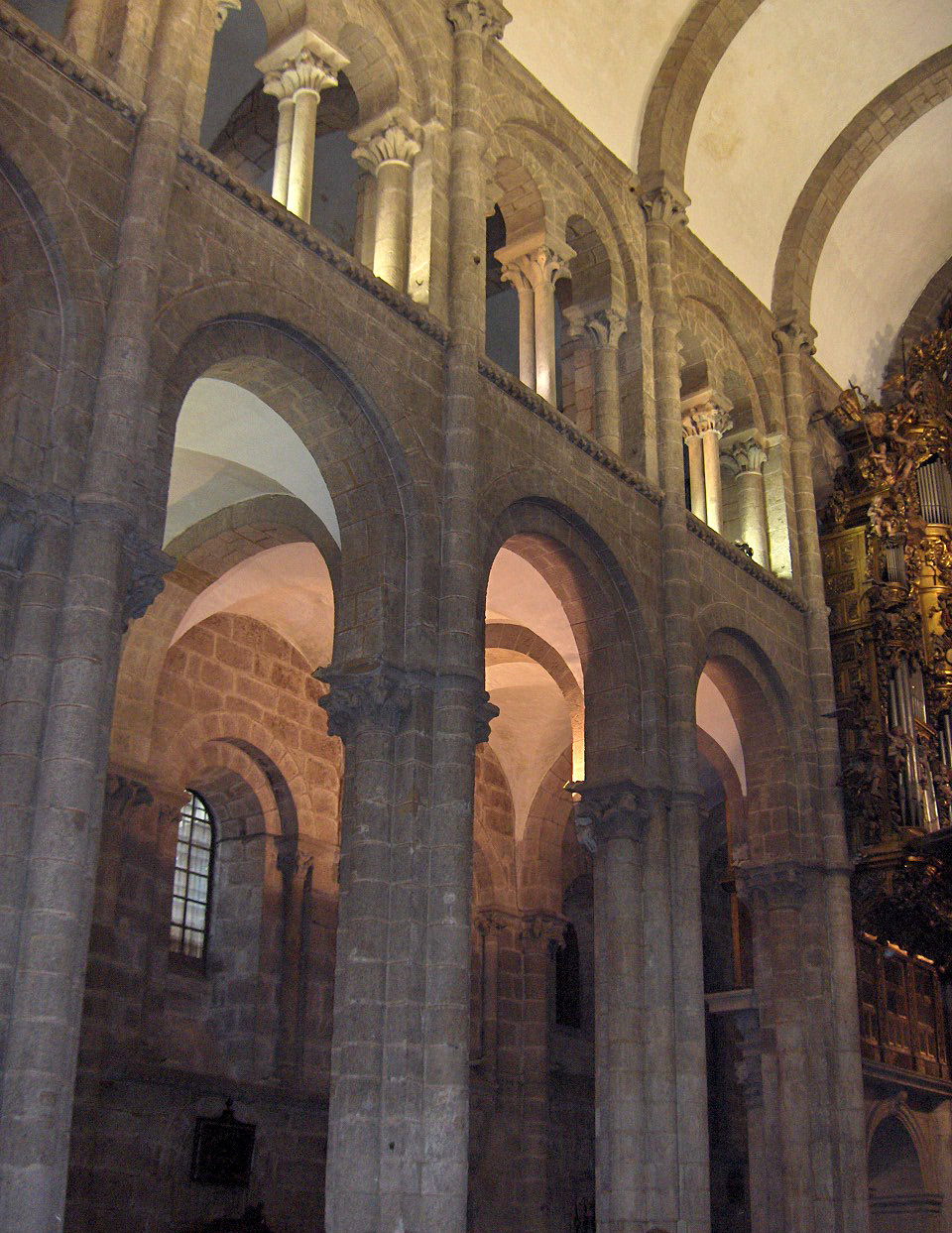
西班牙圣地亚哥-德孔波斯特拉主教座堂有以石鼓建造的大柱子，采用束柱柱身

一些建筑可能以大柱头放在短柱上、小柱头放在长柱上这种奇怪的柱子搭配来取得高度的均等，例如在罗马圣克里蒙教堂的中庭。这种建筑上的折中会见于材料回收自多座建筑的地方，在法国这种回收的柱子也在较小程度上利用。

#### 鼓柱

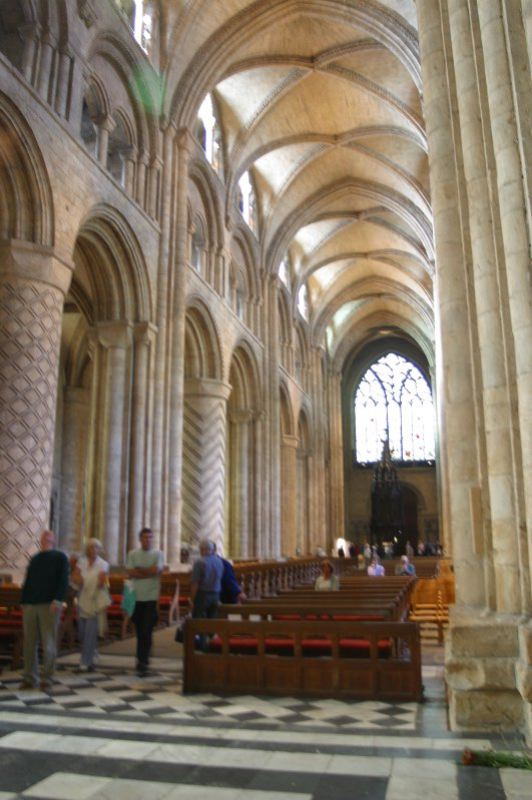
英格兰的达勒姆主教座堂中有装饰起来的砖石柱以及最早的尖肋骨拱

在欧洲大部分地区的罗曼式柱子体形巨大，因为它们支撑着厚实而开窗小的上部墙体，有时会有沉重的拱顶。在结构上最为常见的方法是以称为鼓柱的圆形石柱建造，就像在施派尔主教座堂的地下室中那样。

#### 空心柱
在那些需要真正庞大的柱子的地方，如达勒姆座堂中的那些柱子会以大块的方砖石建造，中空部分填以碎石。这些没有收分的大柱子有时会点缀有雕刻装饰。

#### 柱头形式
带有叶饰的科林斯风格为很多罗曼式柱头提供了灵感，它们所雕刻的准确性很大程度上取决于原作范例的取得程度，那些位于意大利和法国南部教堂（如比萨主教座堂）中的柱头会相对于英格兰更为接近古典样式。
科林斯柱头基本上为置放在圆柱上的底部呈圆形，而支撑墙体或拱券的顶部呈方形。罗曼式柱头仍然保持了此种柱头形式常规的比例和轮廓，而实现它的最简单的方法是，切割立方体并将底部的四角按照某个角度收进，以使其顶部呈方形而底部呈矩形，例如可以在希尔德斯海姆圣米迦勒教堂中见到。

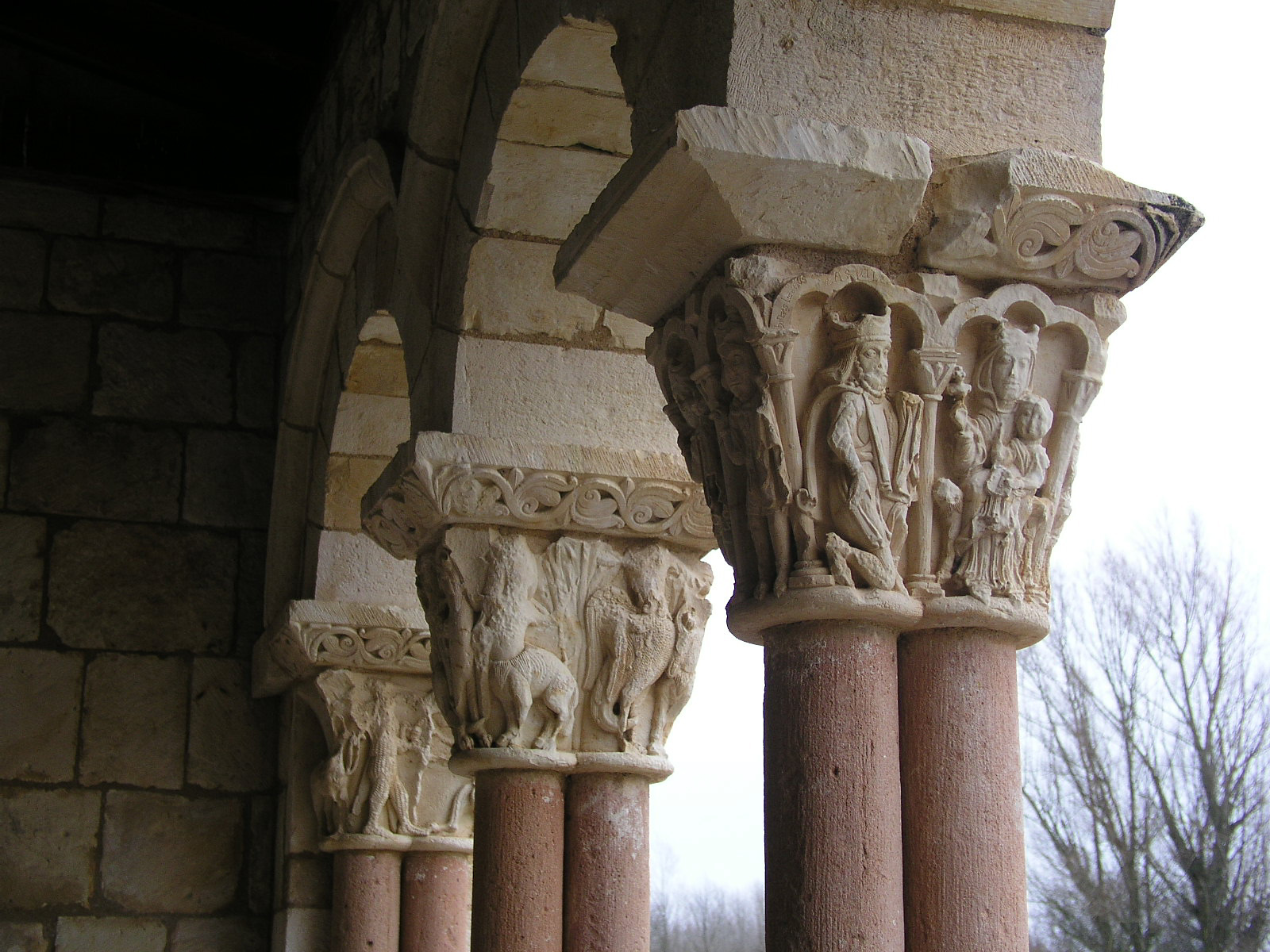
像在杜拉通（西班牙塞戈维亚省塞普尔韦达）的这种双柱形式是西班牙、意大利和法国南部的罗曼式回廊的一种特色

这种形状为其增添了广泛的、多样的粗加工特色，有时加以叶饰以模仿原作，但常常形象化。在北欧，相对于古典的源出处来说，带有叶饰的柱头通常与纷繁复杂的手抄本插图更加相像。在法国的一部分和意大利则与拜占庭建筑中雕空的柱头有着深刻的联系。正是在形象化的柱头上表现出了最佳的独创性。一些以描绘圣经场景、或是野兽与妖怪的手抄本插图为依托，而其他生动的场景则与本地圣徒的传说相关。
在保持圆底方顶形式的同时，这些柱头常常被压缩成与膨起的垫状差不多，其实例尤其见于大型的砖石柱，或者像在达勒姆那样的大柱子与墙墩交替出现的地方。

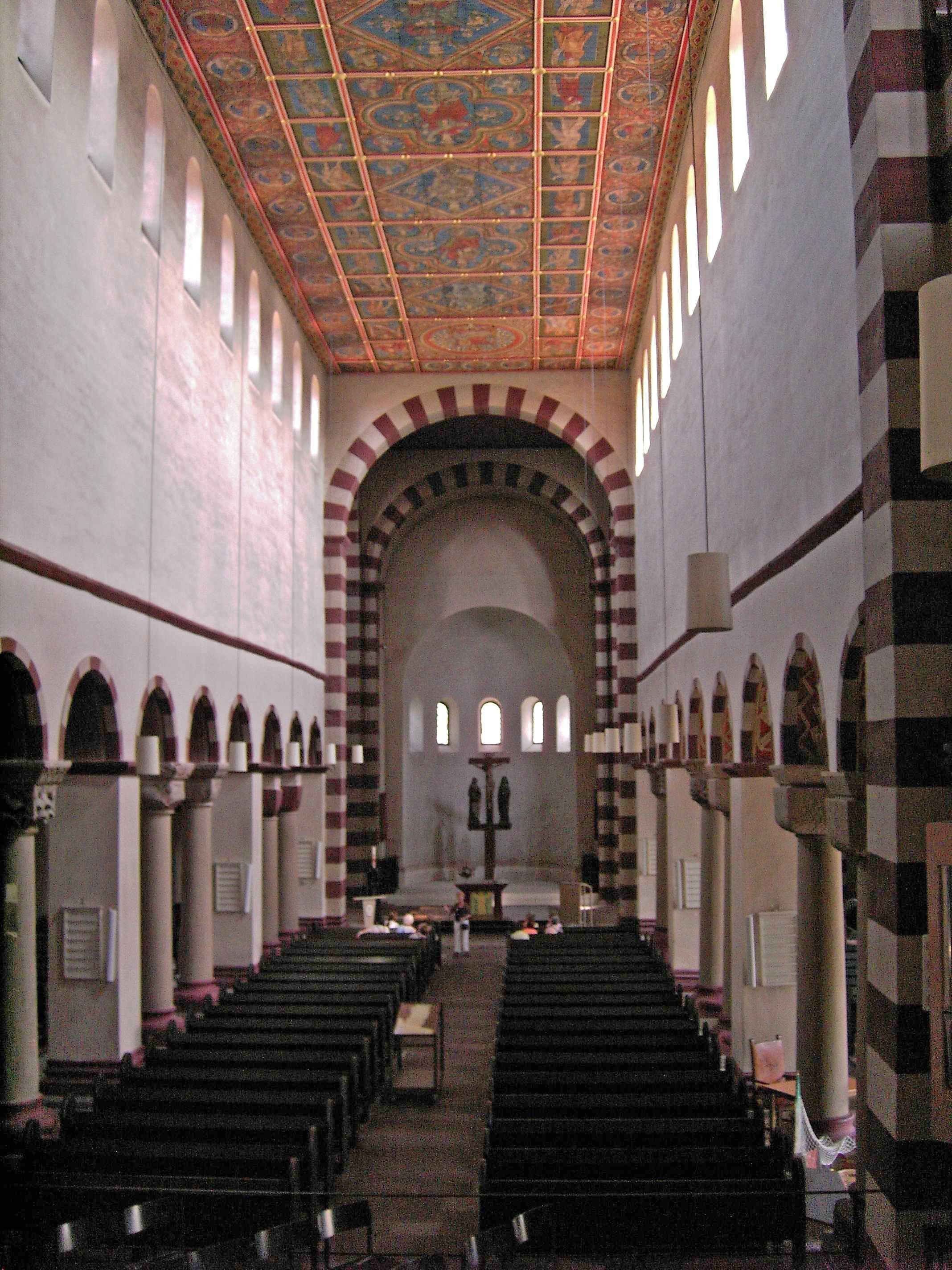
希尔德斯海姆圣米迦勒教堂中墙墩和柱子的交替出现

#### 柱子的交替
无论是出现在教堂、还是在划分城堡内部大空间的拱廊中，罗曼式建筑的一个普遍的特点是墙墩和柱子的交替出现。
这种交替最为简单的形式是在每相邻的墙墩中放置一根柱子，有时也会有两到三根柱子的组合，在希尔德斯海姆圣米迦勒教堂中，ABBA的交替形式出现在正厅，而ABA则出现在翼廊。
在瑞米耶日地区，高大的鼓柱置于附以半柱支撑拱的墩柱之间，这一主题有多种变化，最为著名的是在达勒姆主教座堂，其墩柱上附有的线脚和柱身格外丰富，巨大的砖石柱上亦有几何纹样的透雕。
其布置的更加复杂化往往来自于柱墩本身的复杂，此时交替出现的不是墙墩和柱子，而完全是不同形式的墙墩，例如在米兰的圣盎博罗削圣殿，由于拱顶的特征而要求交替的墙墩比中间的墙墩承担更多的重量，并因此十分庞大。

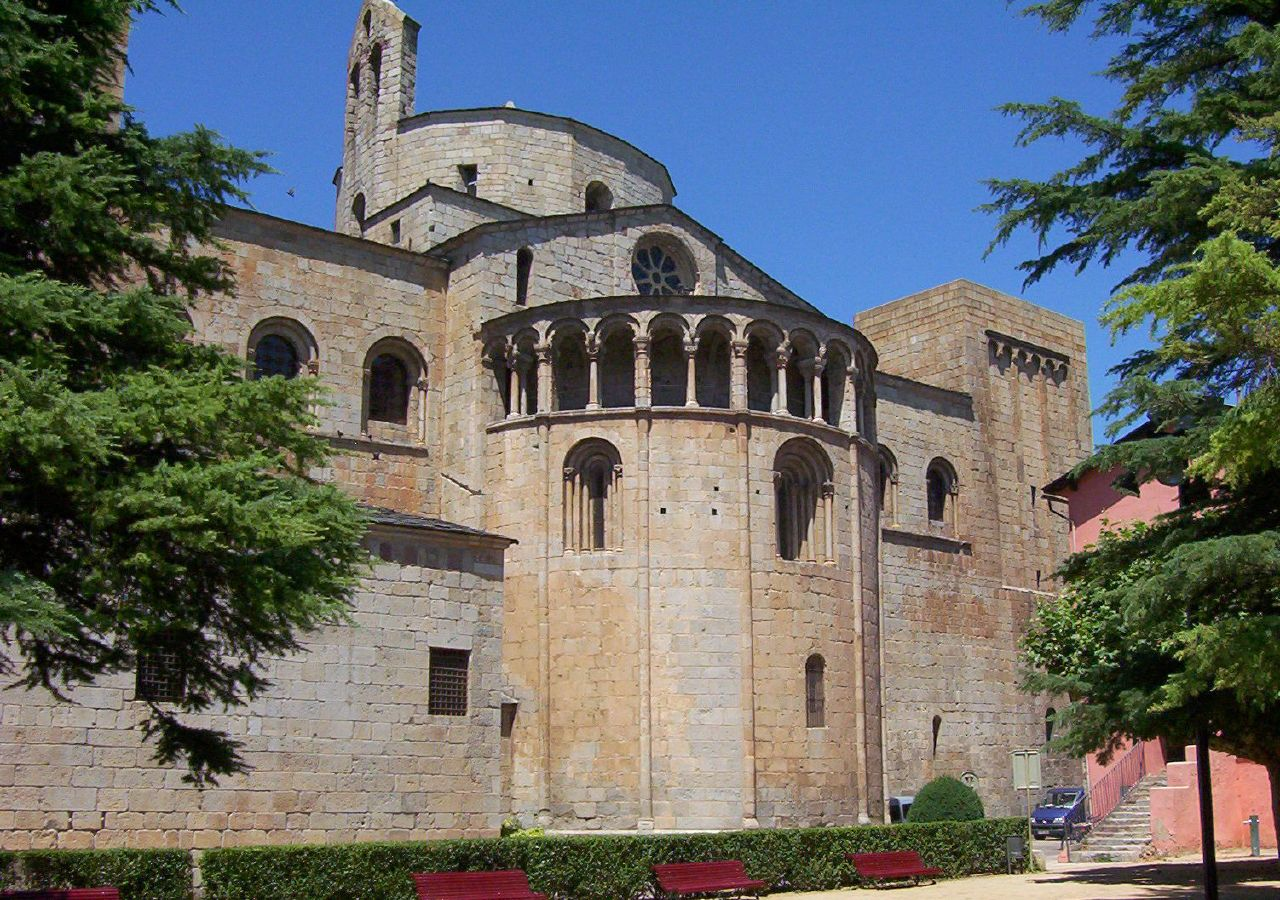
西班牙加泰罗尼亚拉塞烏杜爾赫利主教座堂的壁龛设有半圆顶的窗户、支以细长柱的拱廊和一个眼状窗

### 拱和开口部分
罗曼式建筑中的拱为半圆形，但也有极少数的建筑例外，例如在法国的欧坦主教座堂和西西里岛的蒙雷阿莱主教座堂尖拱已被广泛使用，人们相信在这些实例中有对伊斯兰建筑的直接模仿。
小型窗户可能在顶部覆有坚固的石过梁，大型窗户则几乎为拱形。出入口亦在顶部覆有半圆拱，那些嵌于拱形的大壁龛中，并覆有雕饰的半圆形玻璃窗或壁画的除外。

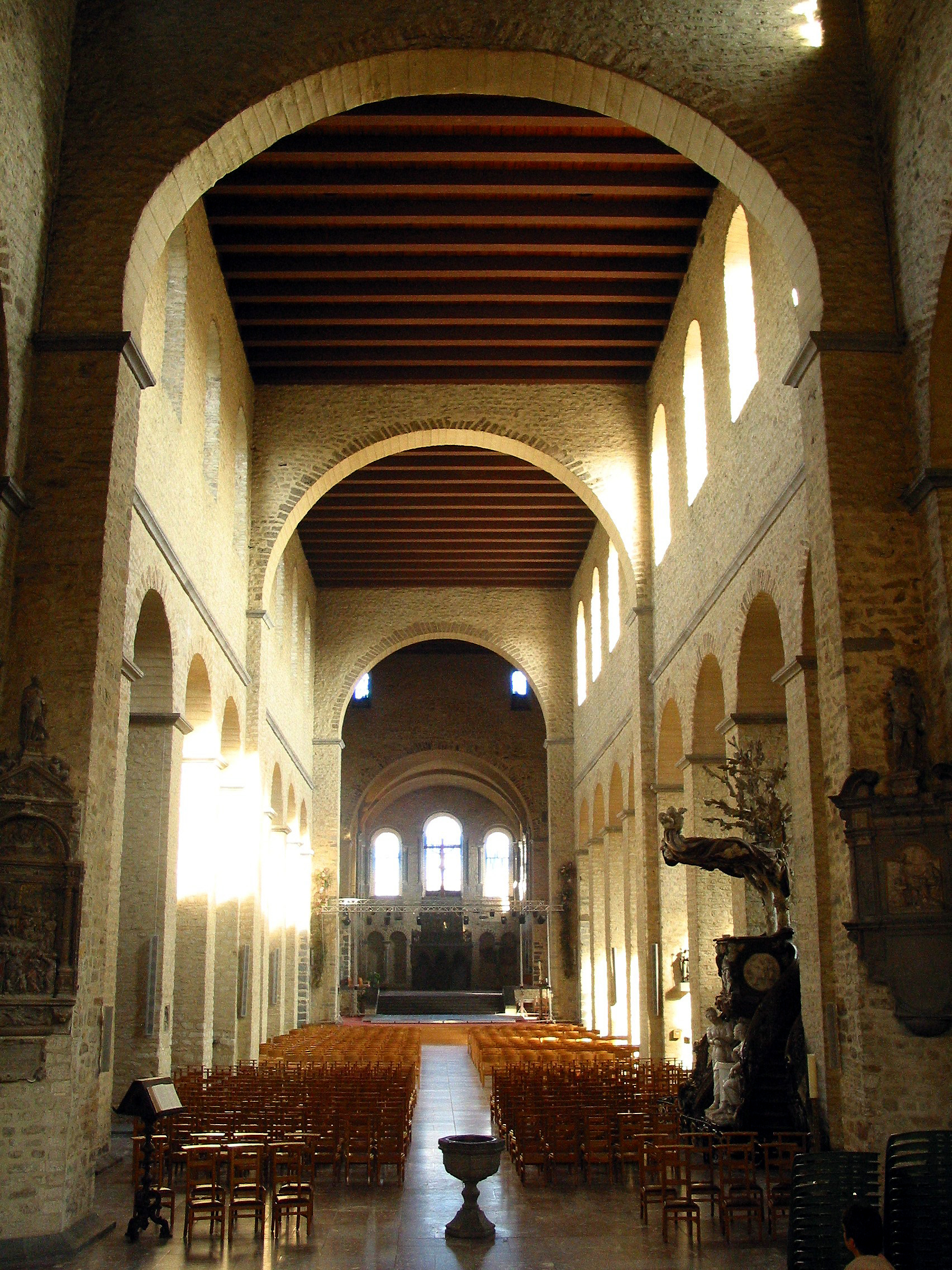
比利时尼维尔的圣格特鲁德教堂内部采用了桁架中柱屋顶

### 拱顶和屋面
大部分建筑采用木质屋顶，通常是简单的桁架、系梁或桁架中柱的形式。例如在以桁架支撑椽子的屋顶中，它们有时会沿着木质的天花板排列成三部分，就像在英格兰的伊利和彼得伯勒所幸存的那些主教座堂中一样。通常在教堂内的侧廊以拱顶覆盖，正厅则以木料作屋顶，如同在以上两处地方所见。在意大利常见的是敞开的木屋顶，并且系梁与拱顶一起频繁出现，木料则常常像佛罗伦萨的圣米尼亚托大殿中那样加以装饰。
以石砌或砖砌的拱顶采用了一些不同的形式，在这一时期有了显著的发展，并逐渐演化为哥特式建筑的特征——尖肋骨拱（也称尖肋架拱）。

#### 筒形拱顶
拱顶中最简单的一种类型是筒形拱顶（或称筒拱），单一的、拱起的表面从一面墙延伸另一面墙，直到所要覆盖的空间的长度，例如一个教堂的中厅。这是一种具有良好声学特性的建筑式样，有利于教堂圣咏的效果。一个重要的例子是建于12世纪早期、仍然保留着中世纪画作的法国圣塞文-梭尔-加尔坦佩教堂的拱顶。然而，筒形拱顶通常需要坚固的墙体支撑，或者是墙体上所开设的窗洞极小。

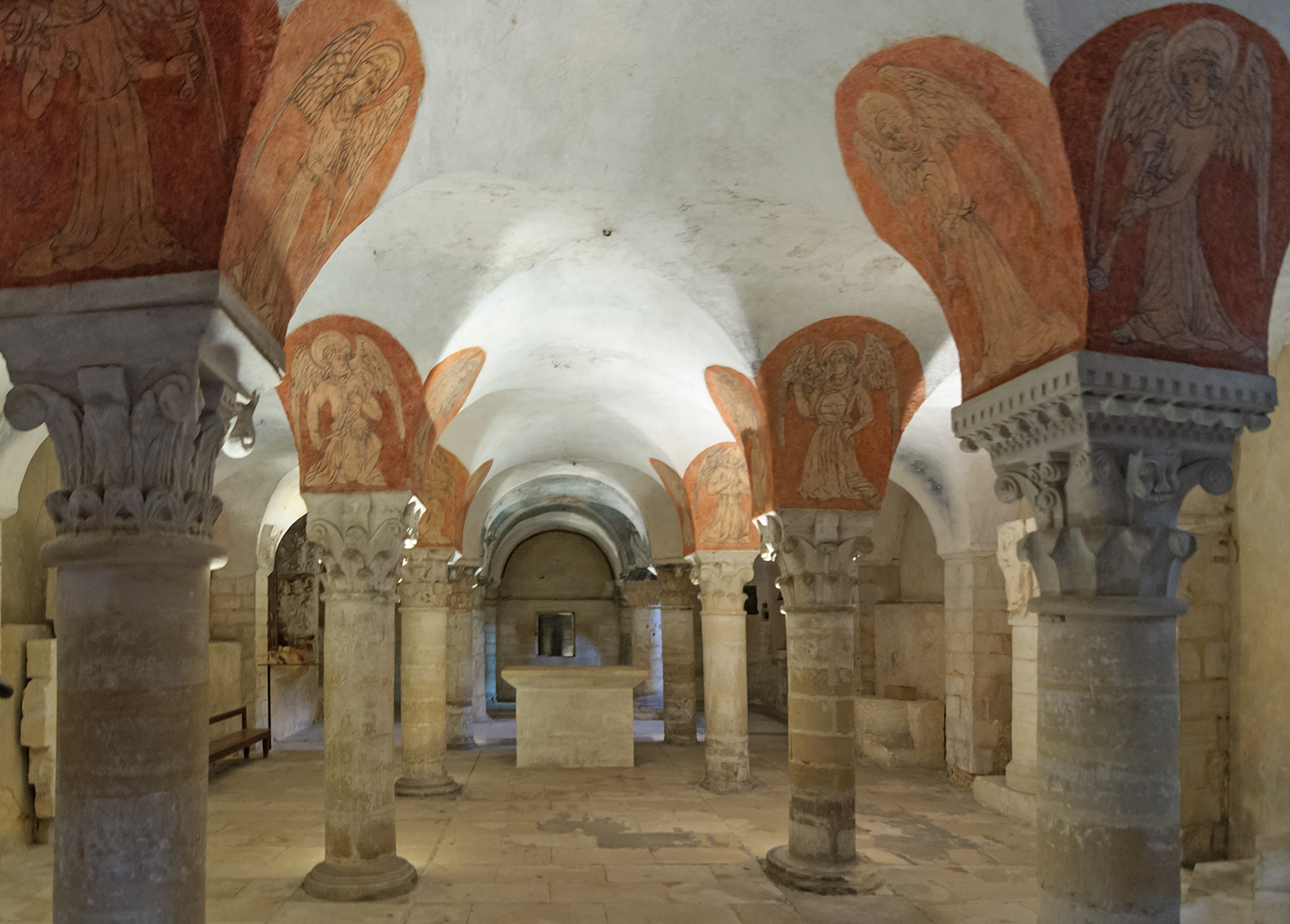
巴约圣母主教教堂的地下室采用穹棱拱顶和简化的科林斯柱头

#### 穹棱拱顶
穹棱拱顶（或称棱拱、十字拱顶）出现在罗曼式建筑的早期，著名的是在施派尔主教座堂中约建于1060年的高高的拱顶，这是此种拱顶形式在罗曼式建筑中被第一次用于一个宽敞的中厅。在那些晚期的采用肋架拱顶的建筑中，穹棱拱顶最多的被频繁使用在不太明显或者较小的拱顶上，特别是在地下室和侧廊上。一个穹棱拱顶通常在平面上几乎呈正方形，在建造时由两个筒形拱顶相交成直角，受力点由两根柱子变为四根柱子，表现了向哥特式建筑发展的趋势。与肋架拱顶不同，整个拱是一个结构组成。如同在施派尔和圣地亚哥-德孔波斯特拉教堂中那样，拱顶频繁的由薄断面的横肋架拱分开。在韦兹莱的圣马德莱娜教堂中，肋架的断面呈正方形，极为突出和多彩。

#### 肋架拱顶

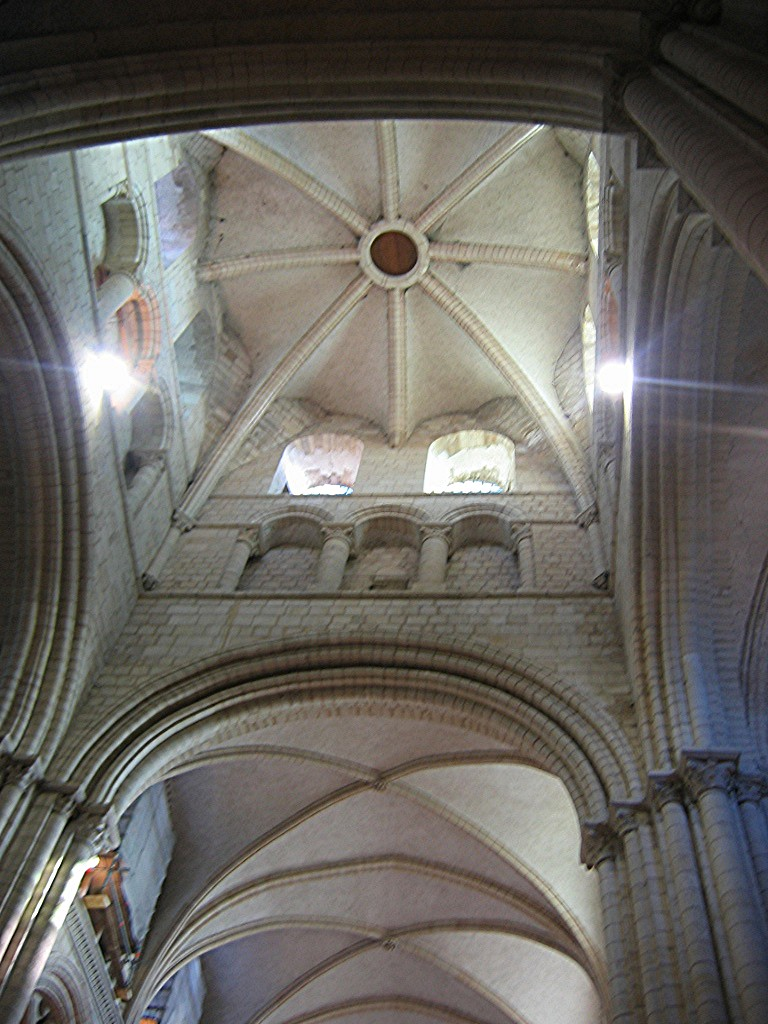
在1080年的卡昂的圣艾蒂安教堂中，中厅和塔楼均使用肋架拱顶覆盖

在肋架拱顶中，不仅有横跨拱顶范围内的肋架，而且每个拱顶区域内的对角线上也有肋架，肋架即为结构组成，它们之间的空间可填以轻质的非结构材料。
由于罗曼式建筑的拱常常接近半圆形，肋架拱顶在结构和设计上所固有的问题是，跨对角线方向的肋架与横跨的相比要更大，因而也更高，针对这一问题建造者采用了一定数量的解决方法，其中一种是，以对角线上的肋架所相交的中心点为最高点，同时所有表面的填充物以圆顶的方式向上向其倾斜。这种解决方式在意大利帕维亚的圣米凯莱教堂和米兰的圣安姆布洛乔教堂上被采用。
另外一种方式是支高横向的肋架，或者压低对角线方向的肋架从而使拱顶的中心线水平，一如筒形拱顶。后者在11世纪末和12世纪初被法国卡昂的圣艾蒂安教堂、修道院和修女院所出现的六分拱顶所采用。

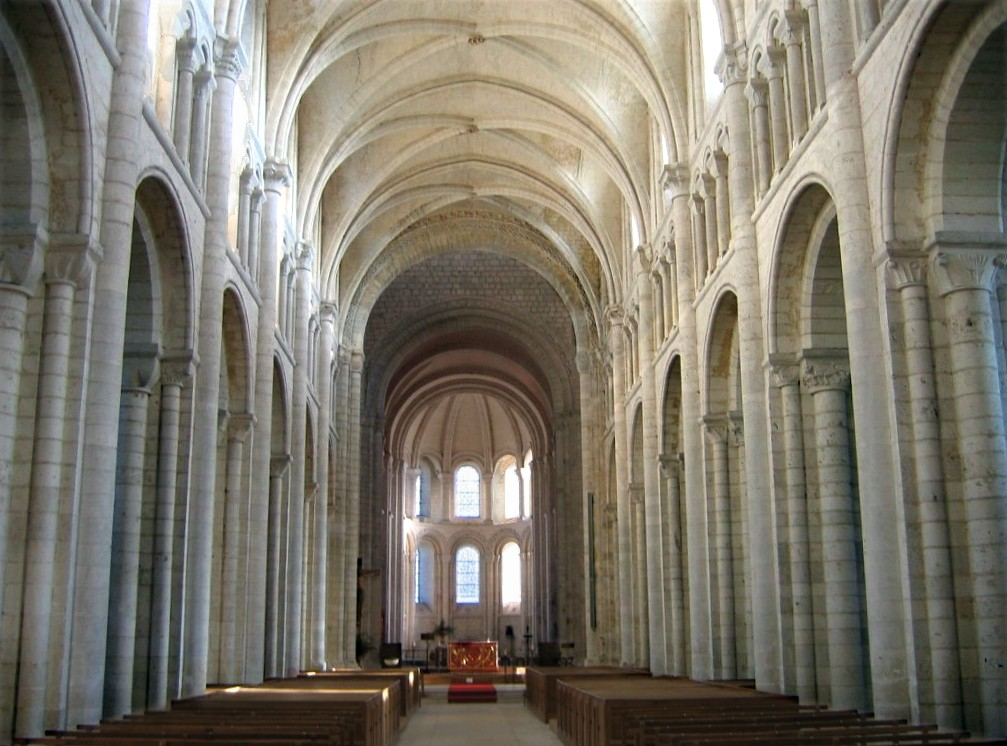
布斯彻维尔（Boscherville）的圣乔治修道院教堂的中厅采用尖横拱

#### 尖拱顶
在罗曼式建筑的后期，另外一种解决方式被用于协调对角线方向和横向肋架的高度，那就是在水平向和横向上的肋架采用同一直径的拱，并使对角线方向上的肋架交于某一个点上。这在英格兰北部始于1128年的达勒姆主教座堂上最为显著。这是一座有巨大的罗曼式形状和外观的主教座堂，然而其建造者引入了一些结构上的特色，它们对于建筑设计来说是崭新的，并且随后成为哥特式建筑的标志。另一个在达勒姆主教座堂上采用的结构特色是飞扶壁，然而它们却被藏在覆盖侧廊的屋顶之下。在法国，最早的尖拱顶在始于1130年韦兹莱的圣马德莱娜教堂前廊中被采用。

### 教堂和主教座堂的平面和剖面

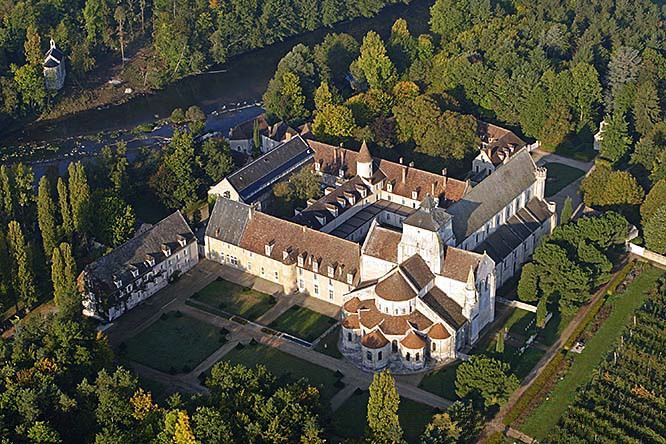
法国Fongombault的修道院教堂展示了十字形的平面、圆形的圣坛、半圆形的私人祈祷处以及高耸的中厅与低矮的侧廊

很多教区教堂、修道院教堂和主教座堂为罗曼式风格，或者在最初建造时为这一风格，并在随后历经变迁。最简单的罗曼式教堂为无侧廊的厅堂，在圣坛尽端设一突出的壁龛，或者有时（特别是在英格兰）为一突出的矩形圣坛，并设一个可能以线脚装饰的圣坛拱。更加宏伟的教堂则设侧廊并以拱廊与正厅隔开。
修道院和主教座堂通常沿用拉丁十字平面。在英格兰，向东扩建出的部分可能较长，然而在意大利却常常较短或不存在，教堂的平面呈T形，有时在翼廊尽端也像东侧一样设有壁龛。在法国的圣弗朗特教堂似乎模仿了威尼斯的圣马可巴西利卡或者拜占庭的圣徒教堂，呈希腊十字平面并设有五个穹顶。在同一地区的昂古莱姆主教座堂采用了无侧廊的拉丁十字平面，这在法国更为常见，但是仍然以穹顶覆盖。

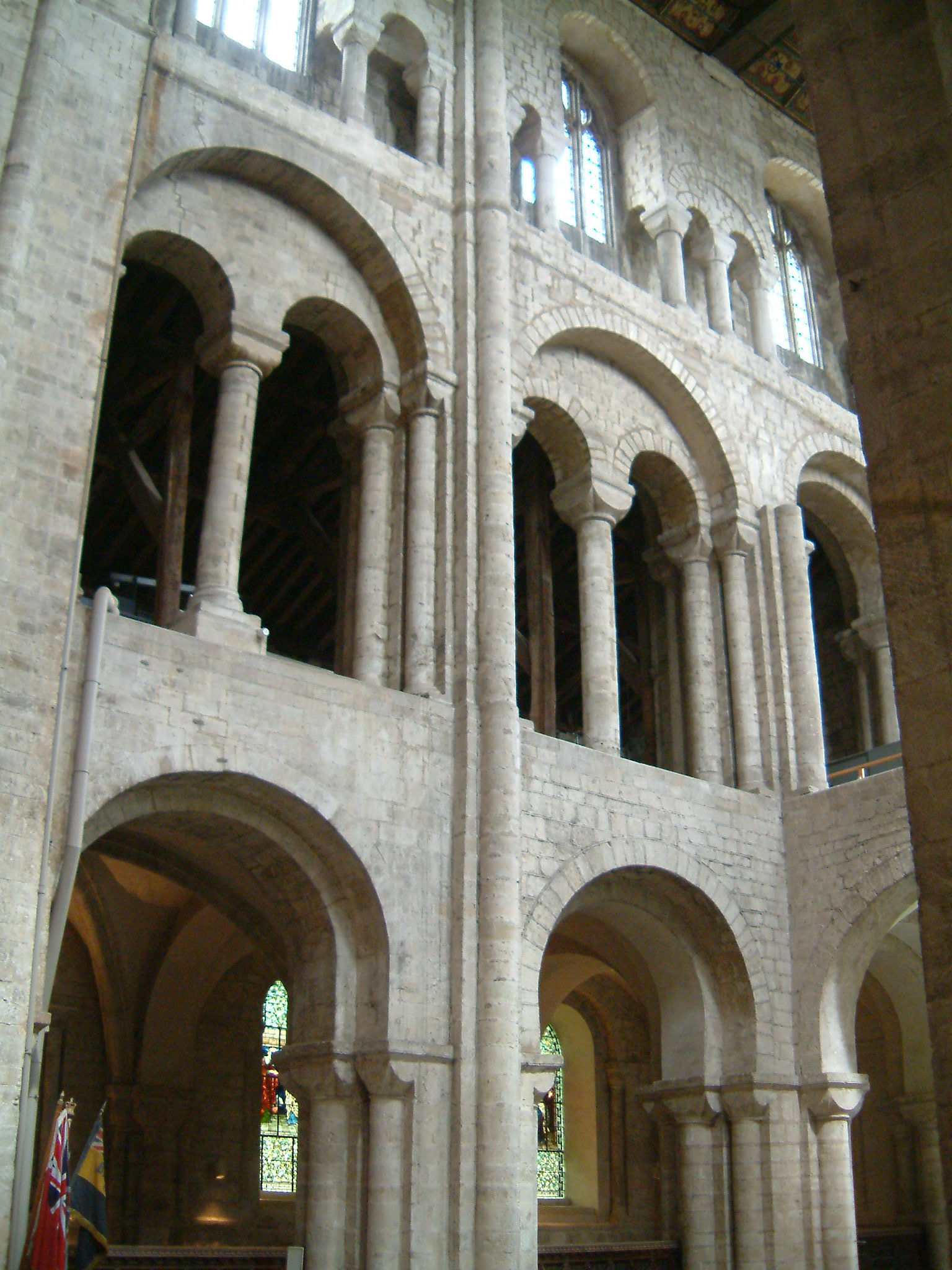
温彻斯特主教座堂的南部翼廊为三层

在德国的罗曼式建筑常常有与众不同的形式，东西两个尽端均有壁龛，主入口处于一边的中心，很可能这种形式的出现是为了在西侧尽端容纳一个洗礼堂。
在剖面上，典型的侧廊式教堂或主教座堂有一个中厅，并在两边均有一条单侧廊，中厅和侧廊通过墩柱或柱子支撑的连拱廊隔开。侧廊的屋顶和外侧的墙体协助承载上部墙体和中厅的拱顶（如果存在）。在侧廊屋顶的上部为有一排窗户的高侧墙，用于中厅的采光。罗曼式时期在高度上有了一个从两层到三层的发展，在连拱廊和高侧墙之间增设称为高拱廊的走廊。这样侧廊从装饰墙体的一条简单的盲连拱廊变为一条有拱廊的狭窄通道，有完全发展的第二层以及一排窗户照亮廊道。

#### 教堂和主教座堂的东侧尽端

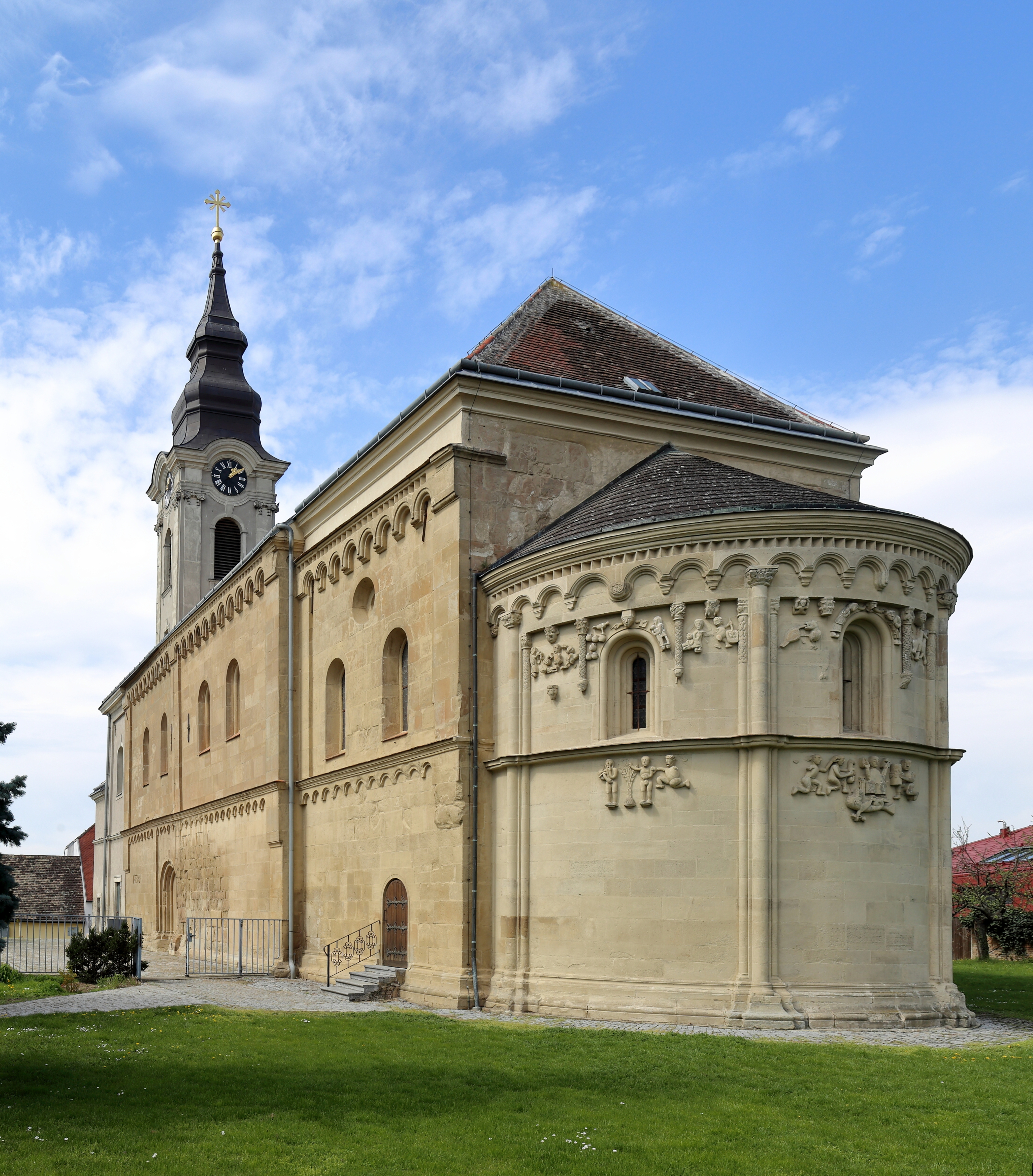
奥地利的施安格瑞伯恩教堂展示了半圆形的圣坛、浅的扶壁以及在屋顶之下的拱廊，塔楼是巴洛克时期的

通常罗曼式教堂的东侧尽端接近半圆，或者像在法国那样有一个被回廊围起的高高的圣坛，或者像在德国和意大利那样另有一个正方形的尽端以突出壁龛。在英格兰，教堂存在正方形尽端的地方可能受到了盎格鲁·撒克逊教堂的影响，彼得伯勒和诺里奇的主教座堂则保留了法国式的圆形尽端。然而在法国，西多会的修士建造了不设壁龛、也没有装饰特色的简单的教堂，他们也在英格兰建造了很多房屋，以边远地区尤为频繁。

#### 扶壁
罗曼式建筑以扶壁增加对墙体的支撑力，由于其墙体庞大的性质，扶壁并未像在哥特式建筑中那样成为一种非常显著的特色。罗曼式建筑的扶壁通常断面呈浅的方形，突出墙体并不多。在那些有侧廊的教堂例子中，覆盖侧廊的筒形拱顶或者半个筒形拱顶协助支撑中厅（如果设有拱顶）。
在那些采用半个筒形拱顶的例子中，它们实际上开始类似于飞扶壁。为了更好的支撑设拱顶的中厅重量，侧廊常常扩大到两个楼层，而不是在哥特式建筑中那样通常为一个。在达勒姆主教座堂中采用了飞扶壁，但是被隐藏在高拱廊层中。

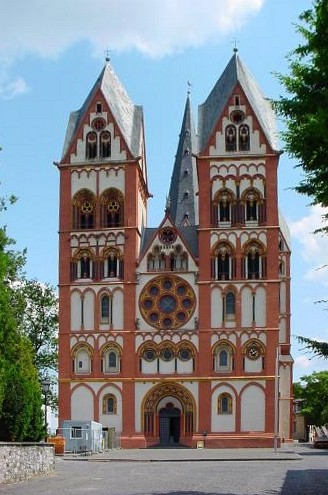
德国的林堡大教堂最近对其多彩的抹灰面进行了修复

### 教堂和主教座堂的正面和外部装饰
罗曼式教堂的正面，通常指建筑的最西端常常呈对称状，设一个通过线脚或门廊而显著起来的中央大门，并排列着顶部拱起的窗户。在意大利常常有一个位于中央的眼状窗（小圆窗，也称牛眼）。常见的装饰特色是连拱饰。
小型教堂常常有唯一的塔楼并放置在最西端，这种塔楼在法国和英格兰或者位于正中央或者在一侧，而大型教堂和主教座堂往往有两个。
卡昂的圣艾蒂安教堂是一个展示大型法国罗曼式建筑正面的典范，它采用了对称的安排，由中厅和置于两侧的两座高高的塔楼将正面分为垂直的三部分，每座塔楼均设有两座薄断面的浅扶壁。三个水平层通过在每一垂直部分中置于拱券中的大门标示，较宽的中间部分为两层，每层设三个完全相同的窗户，同样分为两层的外侧部分每层只设单一的窗户，这就强调了塔楼的体量。塔楼上升并贯穿了这三层，其最底层为高高的盲连拱饰，接着是嵌有两个窄窗的第二层连拱饰和两个大窗的第三层，大窗均被间柱分为两个采光口。
这一正面可被视为很多其他建筑的基础，包括法国和英格兰的哥特式教堂。当它在法国北部成为代表形式的时候，它各种各样的组成对于这一时期欧洲的很多罗曼式教堂来说十分普遍，相似的正面可以在葡萄牙找到。在英格兰的绍斯维尔主教座堂尽管在两座塔楼之间嵌入了一个大哥特式窗，但仍维持了这种形式，林肯和达勒姆主教座堂也一定看上去曾经如此。在德国的林堡主教座堂在不同高度的水平层上有富于变化的开口和拱廊。

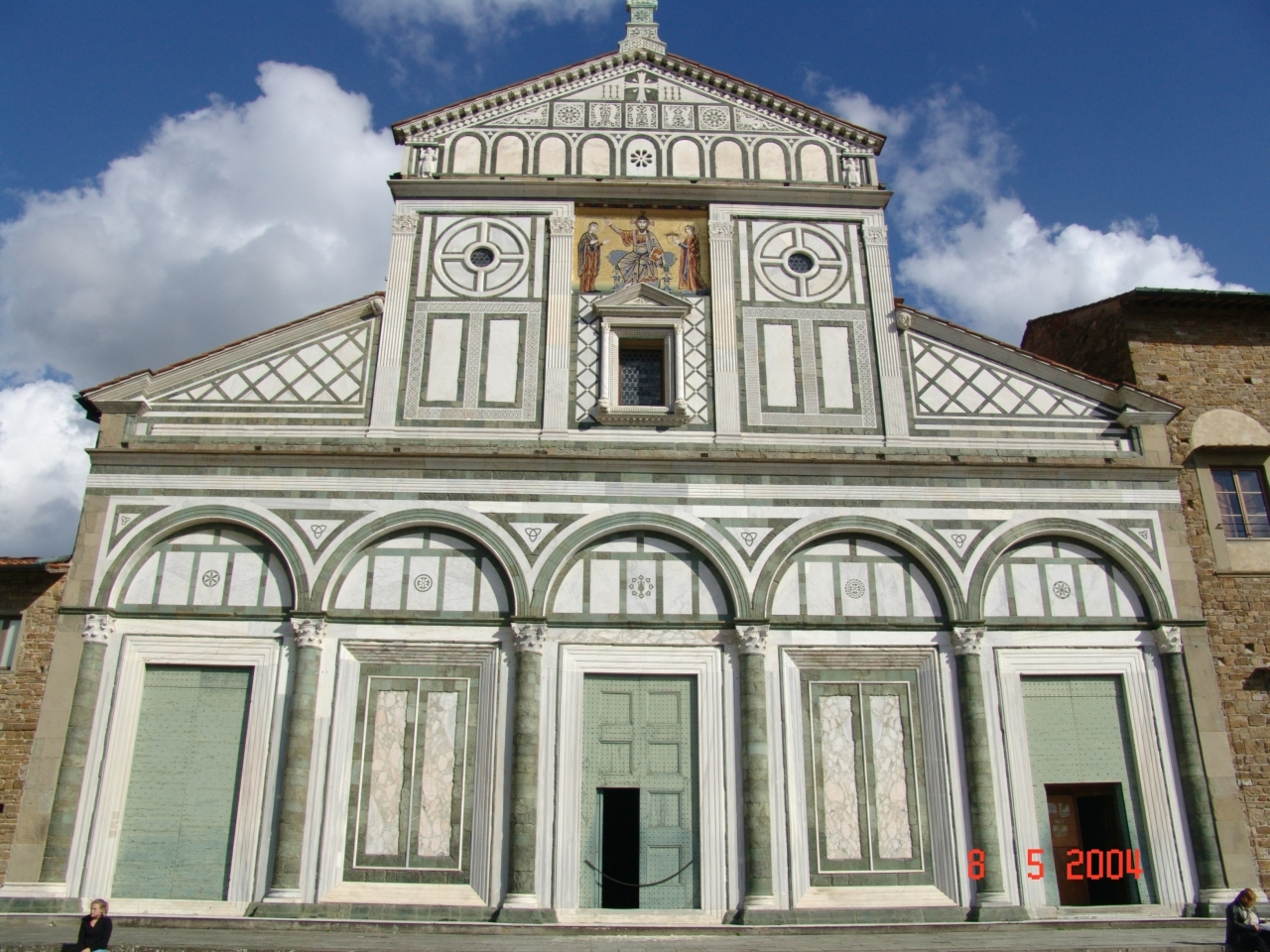
佛罗伦萨的圣米尼亚托大殿山墙上多种格纹交叉使用，展示了在托斯卡纳所喜好的彩色大理石正面

维罗纳的圣泽诺大教堂和帕维亚的圣米凯莱教堂展示了两种典型的意大利罗曼式建筑的正面形象，即显露或者遮盖这一建筑形式。在圣泽诺大教堂中，通过直达山墙高度的竖向柱身和变化的屋顶高度，中厅和侧廊这些组成部分被明确区分。而在圣米尼亚托大殿，通过彩色大理石这一很多意大利中世纪建筑正面的特色（尤其是在托斯卡纳），各个建筑部分被定义地更加明确。
在圣米凯莱教堂和圣泽诺大教堂一样存在竖向的划分，但是屋顶轮廓却被遮盖在一个以阶梯状连拱装饰的大山墙后面。在阿雷佐的圣玛利亚教堂，这种遮盖被更进一步，屋顶轮廓似乎是水平的，拱廊从众多不同的层高上升起，支撑它们的小柱富有多样性的装饰。

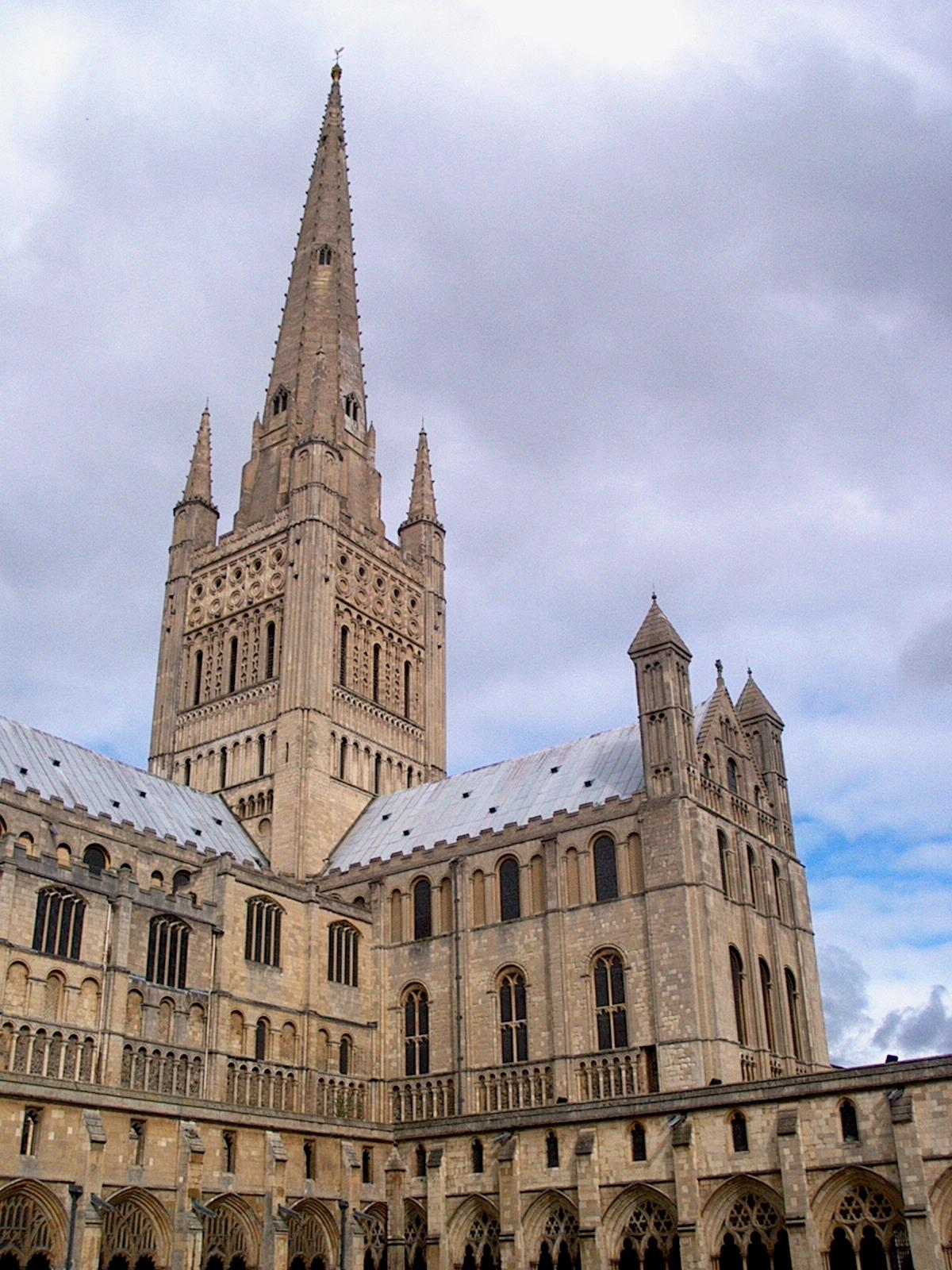
装饰丰富的诺里奇座堂塔楼覆盖了一座15世纪的塔尖

### 塔楼
塔楼（或称塔形钟楼）是罗曼式教堂的一个重要特色，为数众多的塔楼挺立至今。它们有各种各样的形式——正方形、圆形和八边形，尖顶和平顶，在不同的国家它们与教堂有不同的位置关系。在法国北部，两座大型的塔楼成为任何大规模的修道院或主教座堂的正面所不可或缺的部分，如同在卡昂那样。在法国中部和南部则更加多变，大型教堂可能只有一座塔楼或者一座中心塔楼。西班牙和葡萄牙的大型教堂通常会有两座。
很多法国的修道院就像在克吕尼那样，有不同形式的多座塔楼。这在德国也很普遍，就像在沃尔姆斯大教堂那样，壁龛有时会架设圆形的塔楼，交叉部则会用八边形的塔楼覆盖。正方形平面的大型双塔也会出现在翼廊（或称横厅）的尽端，就像在比利时的图尔奈大教堂那样。在德国四座塔楼频繁出现的地区，它们常常会有四边或八边的塔尖，或者是在林堡和施派尔主教座堂中所见的与众不同的莱茵头盔形。
在英格兰的大型修道院和主教座堂倾向于设三座塔楼，以中心塔楼最高。这常常因为建造过程的缓慢而没有完成，在很多例子中（如在达勒姆和林肯），塔楼上面的部分直到几个世纪后才得以完工。大型的诺曼式塔楼存在于达勒姆、埃克斯特、绍斯维尔和诺里奇的主教座堂。

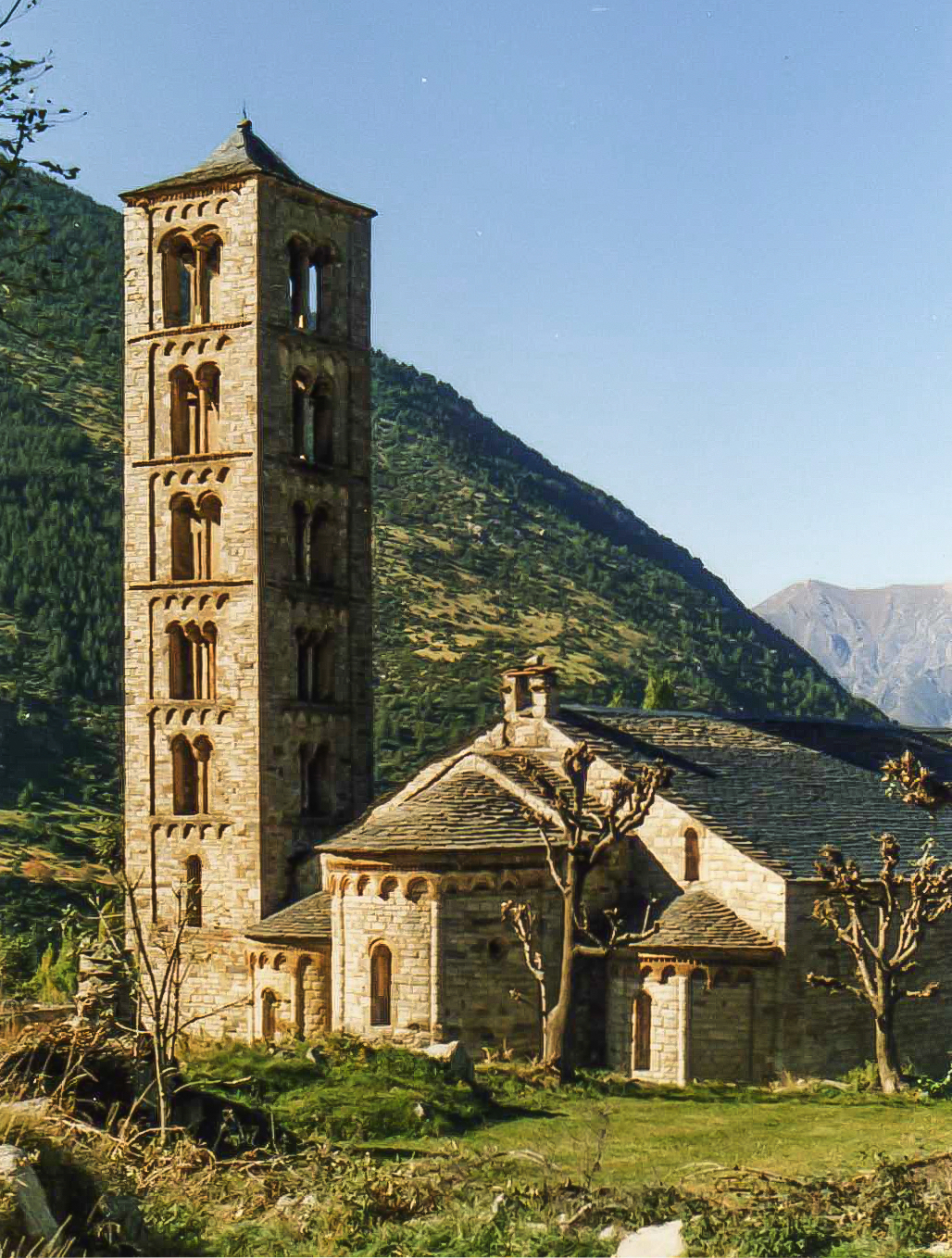
在加泰罗尼亚博伊谷地的圣克莱门特教堂，塔楼每层的窗户尺寸不断增大，这在意大利和德国的塔楼也很典型

在意大利的塔楼几乎常常呈独立式，其位置常常受所在地的地形所影响，而不是美学。几乎所有意大利大大小小的教堂都是这种情况，除了在西西里，一些由诺曼统治者修建的教堂在外观上更接近法国式。
作为一条普遍的原则，大型的罗曼式塔楼为角部设薄断面扶壁的正方形，升高并穿过不同的楼层而不会有所收进。塔楼通常以水平层明确的标示为几段。随着塔楼的升高，其上所开设的窗洞数量和尺寸也会增加，就像在图尔奈大教堂翼廊右边的塔楼上所见的那样，从顶部起的第四层上仅为两条狭缝，然后到一个、两个直到最顶层的三个窗户。这种布置方式在意大利的那些以砖砌筑、可能没有其他装饰的教堂上尤其注目，两个不错的例子出现在卢卡的圣弗雷迪亚诺圣殿和卢卡主教座堂，同样见于西班牙。
在意大利，有许多大体量的独立式塔楼呈圆形，其中最著名的是比萨斜塔。在其他出现圆形塔楼的国家，例如德国，它们常常成对的置于壁龛两侧。圆形塔楼在英格兰并不普遍，但是在中世纪早期曾遍及爱尔兰。
八边形的塔楼常常用于交叉部并出现在法国、德国、西班牙和意大利，一个因其高度而非比寻常的例子在皮亚琴察，建于1140年的圣安东尼奥教堂交叉部。
设于交叉部的多边形塔楼是12世纪在西班牙的特色，它们有精细地加以装饰的肋架拱顶，例如在萨拉曼卡旧主教座堂的“公鸡塔”。

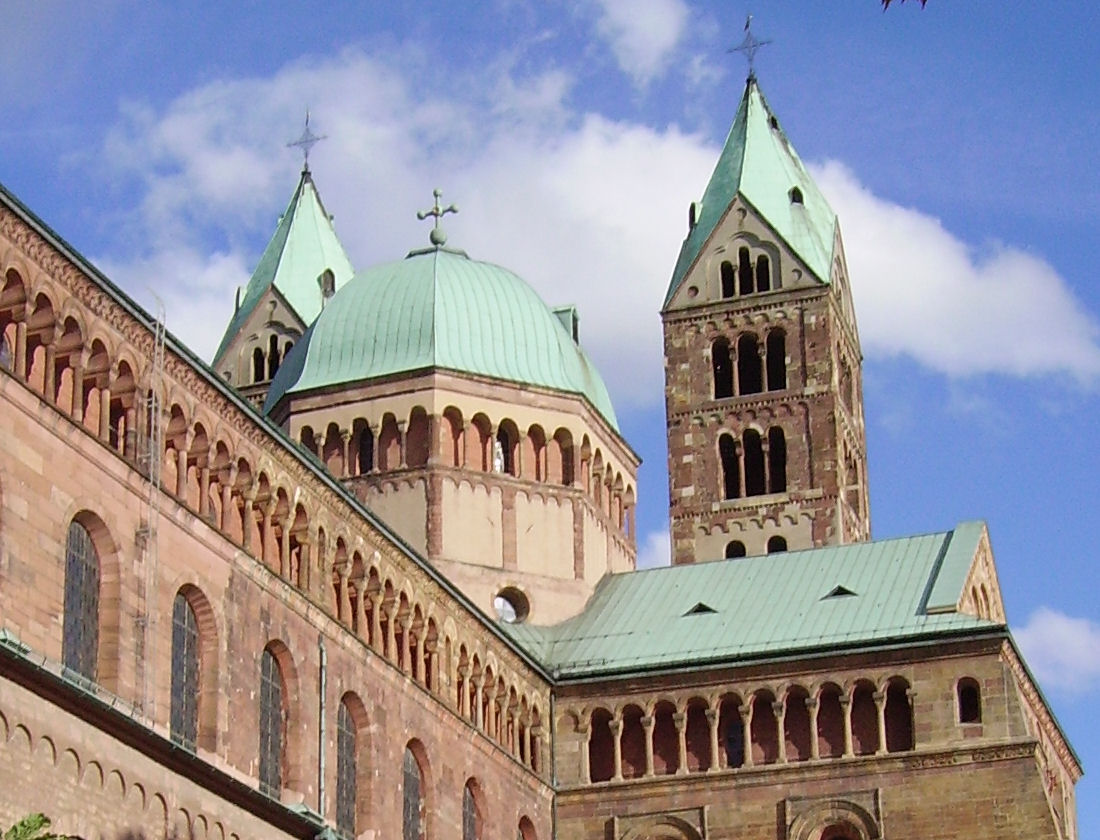
环绕施派尔主教座堂的低矮楼廊

### 装饰

#### 建筑装饰
在罗曼式建筑中，连拱饰是唯一的意义最为重要的装饰特色。它呈现有不同的形式，从称为伦巴带的看上去像是支撑屋顶线或者某一层的一列小拱，到常常作为英国建筑特色、在伊利主教座堂上所见的种类繁多的浅盲连拱饰，再到在施派尔主教座堂中所创、并在意大利广泛采用的开敞的矮楼廊（就像同在比萨主教座堂和它著名的斜塔中那样）。无论是内和外，拱廊的使用可以起到重大的作用，可以通过在阿雷佐的圣玛利亚教堂作为例证。

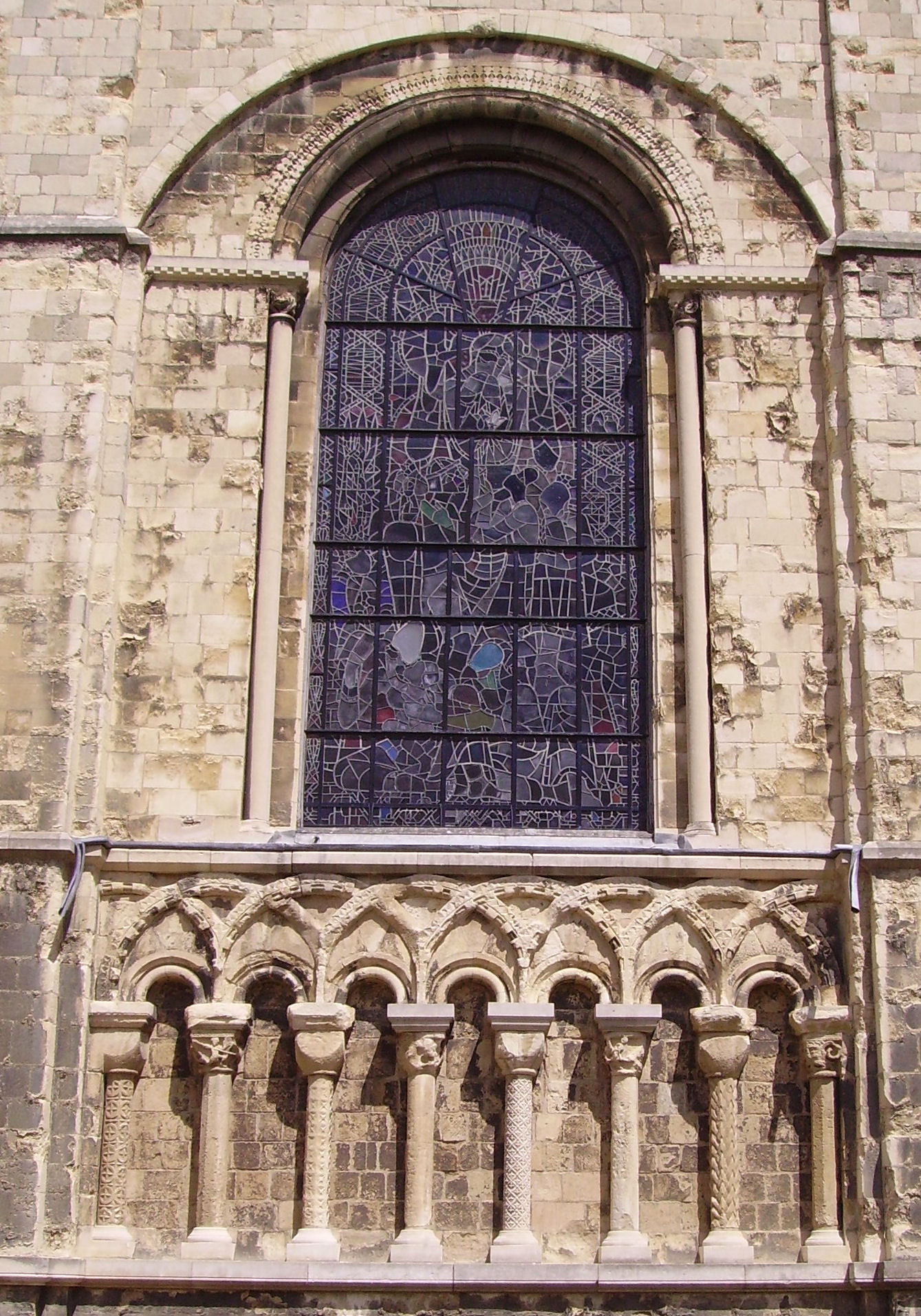
位于坎特伯雷主教座堂窗下的盲连拱由重叠的拱形成点状，这在英格兰的罗曼式建筑中为普遍的装饰特色。

#### 建筑雕刻
罗曼式时期产生了极为丰富的建筑装饰，它最为频繁的采用纯几何形式并尤为适用于线脚——拱上的那些直线形和曲线形的线脚。例如在韦兹莱的圣马德莱娜教堂，拱顶上彩色的肋架均以窄的透空石片饰边。相似的装饰出现在中厅拱的周围或沿着分隔连拱廊和高侧墙的水平层，它们与柱头的透雕一起为建筑内部带来了一种精致和优雅。
在英格兰，这样的装饰可以是不连续的，就像在赫里福德和彼得伯勒主教座堂那样，或者像在杜勒姆那样有一种巨大的力量感，在那里拱顶对角线上的肋架均以锯齿纹装饰轮廓，中厅拱廊上的线脚雕刻有同样的多层，巨大的柱子上深雕以各种几何纹样，创造出一种沿某一方向运动的感觉。这些特色结合起来，形成了罗曼式时期最丰富和最有活力的室内之一。

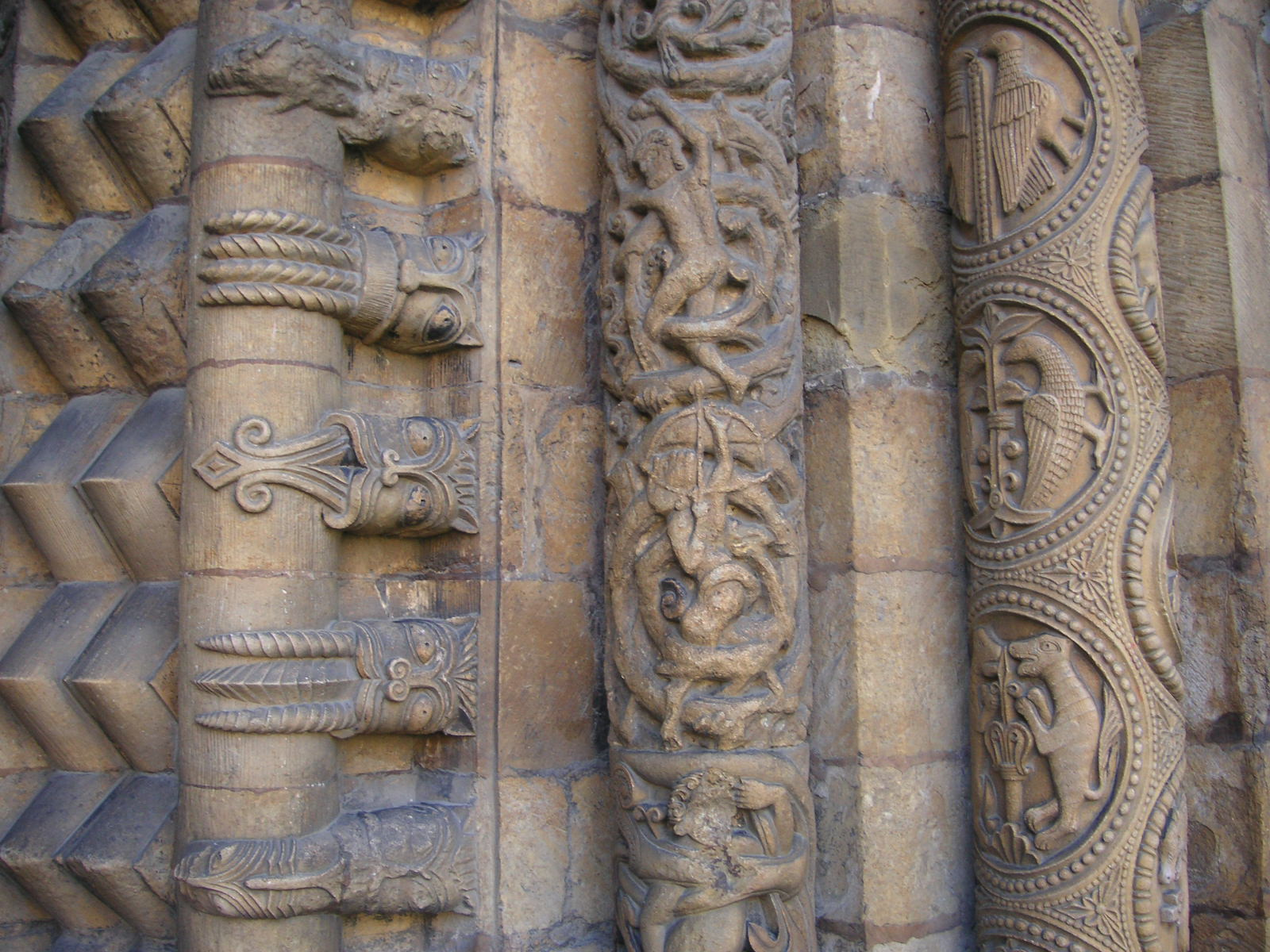
在林肯主教座堂入口周围的那些大部分被修复的线脚上有正式的锯齿饰、伸着舌头的怪兽、葡萄、人物以及巴洛克风格的不对称图形

虽然很多雕刻装饰有时被用于教堂的内部，但是此类装饰的焦点通常是在西面，尤其是在入口。被19世纪的作家称为“粗野装饰”的锯齿及其它几何形装饰最为频繁的在中央大门的线脚上找到。程式化的叶子常常出现，有时仿效科林斯柱头上的莨苕叶深雕并向外卷曲，但亦会采用浅浮雕和螺旋形，模仿手抄本插图的复杂性。一般而言，在意大利装饰的风格会更加古典化，就像在卢卡的圣朱思托教堂大门周围所见，而在英格兰、德国和斯堪迪纳维亚则更加“粗野”，就像在施派尔主教座堂所见。法国则产生了各式各样的装饰，以及尤其不错的出现在图卢兹的圣塞尼教堂“手抄本”风格中交织和盘旋的藤蔓。

#### 象征性的雕刻

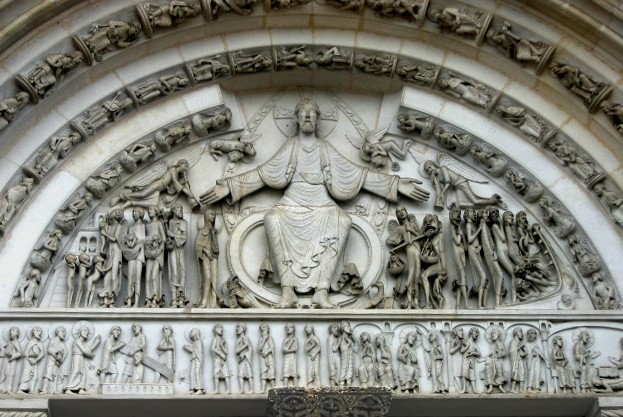
罗曼式建筑在拱门门楣的半圆形空间覆盖着浮雕，并有多层拱顶曲面。1130年代的法国布吕尼韦兹莱修道院的山墙的三角面，在织物中有很多螺旋形的装饰细节

随着罗马帝国的衰落，在石头上雕刻大型作品和以青铜塑造人物的传统消失。残存的欧洲第一罗曼式时期的大型雕塑作品中，最为著名的是木质真人大小的有耶稣像的十字架，在约960–965年由科隆的大主教Gero（Gero）委托制作。11-12世纪，象征性的雕刻以一种可被识别的独特的罗曼式风格盛行于欧洲，虽然那些最为引人注目的工程集中于法国西南部、西班牙北部和意大利。
主要的象征性的装饰尤以主教座堂和教堂的入口周围多见，装饰山墙的三角面、门楣、侧壁以及中央间柱。典型的山墙的三角面饰有直接汲取自中世纪福音书烫金封面的庄严基督圣像（或称环以光轮的基督圣像）群像以及四福音书作者（即马太、马可、路加、约翰）的象征，这一入口风格在很多地区出现并延续至哥特时期。在英格兰一处罕见的遗存是在伊利主教座堂的“院长之门”，在法国西南部则有很多遗存下来，令人印象深刻的例子是在穆瓦萨克的圣皮埃尔教堂和韦兹莱的圣马德莱娜教堂——所有布吕尼的子代，以及在修道院和其他建筑上广泛遗存的其他雕刻。在附近的欧坦主教座堂则有一处极罕见的末日审判，独特地包含有其创作者吉斯勒贝尔（Giselbertus）的签名。

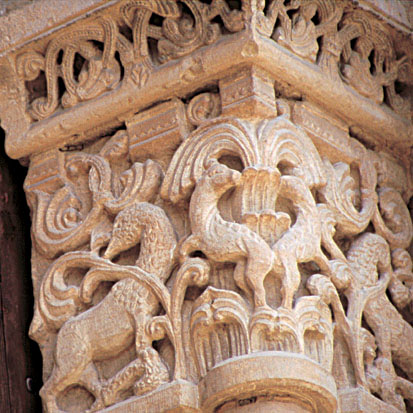
西班牙莱里达塞乌维拉教堂上的一个柱头，展示了螺旋形和成对的母题

罗曼式艺术在手抄本插图和雕刻装饰中的一个共同的特色是其中的形象会有所扭曲以适应所占据的空间，在现存的众多实例中，其中一个最好的是在法国穆瓦萨克的圣皮埃尔教堂入口立柱上的先知耶利米的形象，约始于1130年。罗曼式在设计中一个重要的母题是螺旋形，这种形式在雕刻中既适应于植物母题又适应于织物，其用于表现织物的一个杰出实例是在韦兹莱的圣马德莱娜教堂上位于中心的耶稣形象。
小型的雕刻作品（尤其是柱头）多为圣经的主题，包括创世纪和人类的堕落，基督的生活片段以及那些在旧约中预示其受难和复活的场景，例如约拿与鲸鱼和但以理在狮子坑中。很多基督诞生的场景出现，而东方三博士的主题尤为盛行，西班牙北部西洛斯的聖多明戈修道院以及穆瓦萨克为完整保存下来的极好实例。

#### 壁画

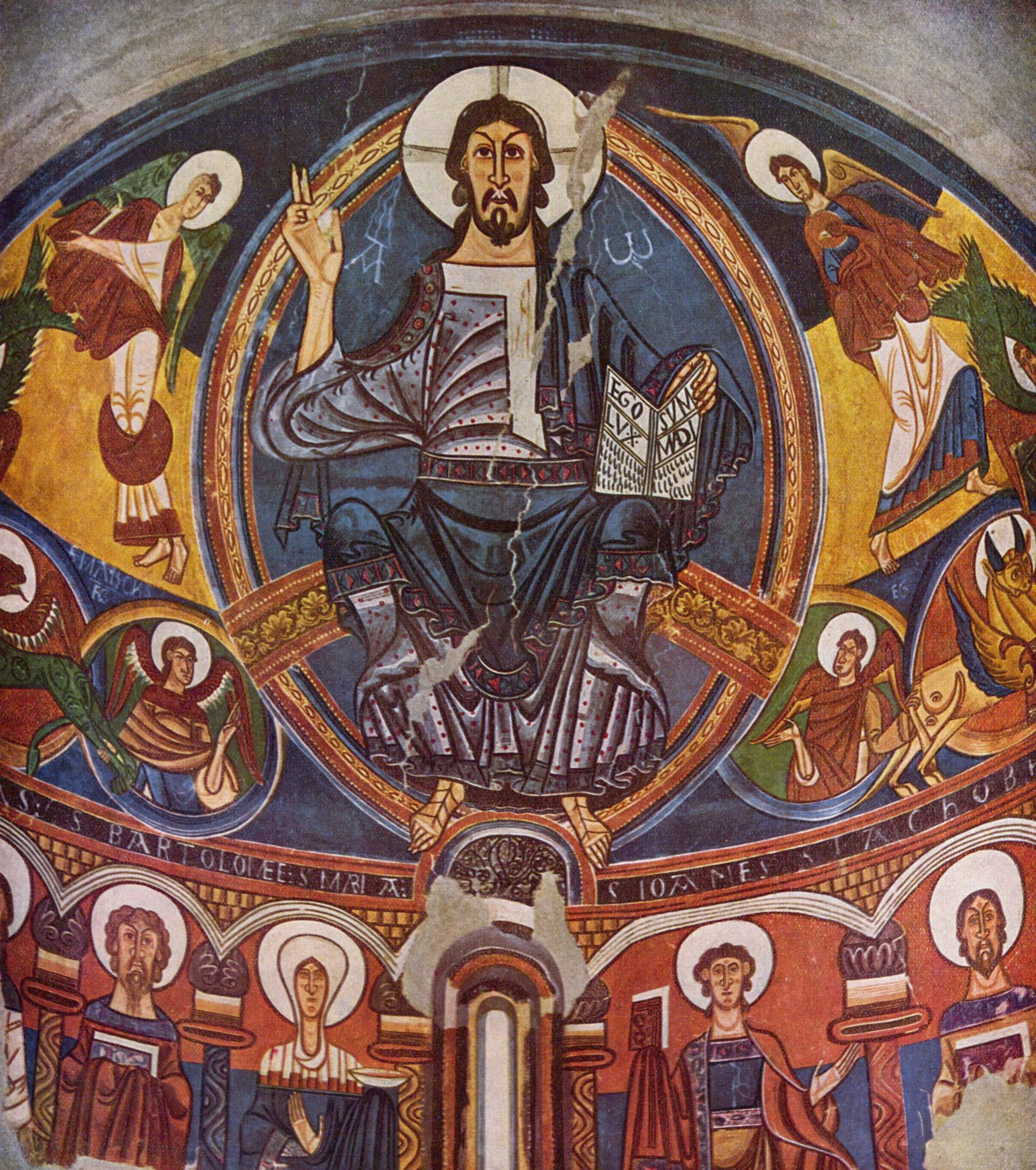
来自圣克莱门特教堂上的壁画，现存于加泰罗尼亚国家艺术博物馆（巴塞罗那）

在罗曼式时期，大块的墙面和简单的曲线形拱顶适合于壁画装饰。不幸的是，这些早期的壁画其中很多毁于潮湿或者是墙面的重新抹灰和上色。在英格兰、法国和荷兰，因爆发的宗教改革反对偶像崇拜，此类绘画遭到了系统性的破坏，在其他国家它们承受了战争、忽视和改变的时尚。
对于采用全涂装饰的一座教堂说，来源于常常采用马赛克的早期实例的一个经典方案是，以庄严基督圣像或者有椭圆形圣光的救世主基督升座作为壁龛半圆形穹顶的焦点，并以代表四福音书作者的有翼的四活物（分别是马太和牛、马可和狮子、路加和鹰、约翰和天使）框起，可直接与这一时期来自福音书的烫金封面或插图上的例子相比较。如果教堂是献给圣母玛利亚的，这里可能会以她来取代基督。在壁龛墙的下面则是圣人和使徒，也许会含有叙事性的场景，如关于教堂所要献与的圣人。在圣殿的拱上是使徒、先知或者二十四长老的形象，望向在拱顶部的耶稣半身像或者他的象征——羔羊。中厅北墙上会含有一些来自旧约中的叙事性场景，而南墙上的则会来自新约。在后面的西墙上则会是末日审判，其顶部有已升座和正在裁决的基督。

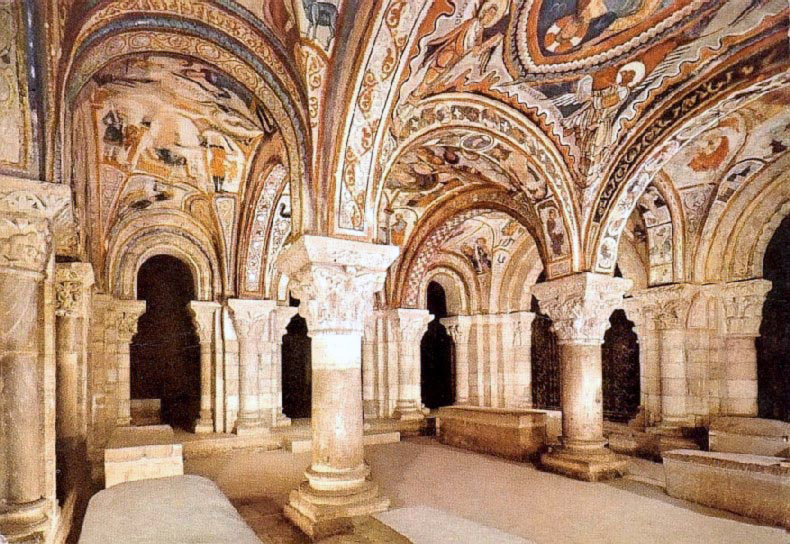
西班牙莱昂的圣伊西多皇家万神殿中绘画的地下室

现存的其中一个最为完好的方案在法国的圣塞文-梭尔-加尔坦佩教堂。中厅长长的筒状拱顶为壁画提供了一处优秀的表面，以旧约中的场景装饰的拱顶展示了创世纪、人类的堕落以及其他故事，包括一处对诺亚方舟的生动描绘，方舟具有一个样子可怕的船首饰像和众多的窗户，透过窗户可以看到上层甲板上的诺亚及其家人、中层上的鸟类和底层上成对的动物。另外一处场景以充沛的精力展示了法老的军队被红海所淹没的情形。设计中壁画延伸到了教堂的其他部分，有在地下室所展示的本地圣人的殉道，在前廊上的启示录以及庄严基督圣像。所用的颜色范围限于浅蓝绿色、赭黄色、红棕色和黑色。在塞尔维亚、西班牙、意大利和法国的别处也存有相似的绘画。

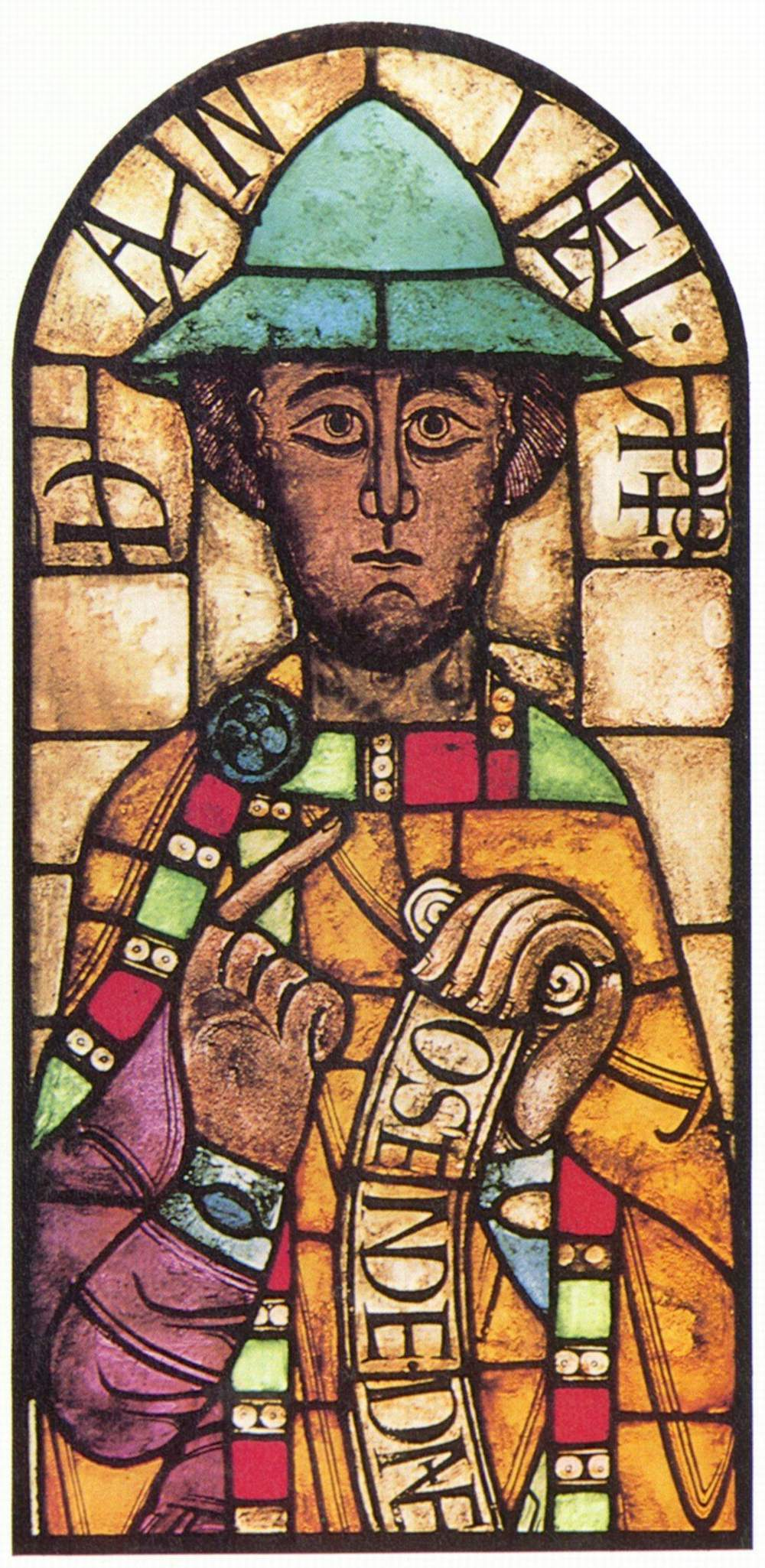
彩色玻璃，来自奥格斯堡主教座堂的先知丹尼尔，11世纪晚期

#### 彩色玻璃
已知最早的中世纪绘画彩色玻璃碎片似乎始于10世纪，最早的完整形象则是在奥格斯堡的五个绘有先知的窗户，始于11世纪晚期。这些形象虽然呆板和形式化，但在设计上显示了相当高的熟练程度，同时具有图像化和玻璃的实用性，表明它们的制作者已习惯于此种方法。在坎特伯雷和沙特尔的主教座堂一些12世纪的镶板遗存下来，包括在坎特伯雷的一处亚当正在挖掘的形象，和另一处一系列基督祖先中的亚当儿子赛特的形象。亚当的形象展示了高度的写实和生动的描绘，而赛特中袍服的使用达到了极好的装饰效果，和这一时期最好的石雕相类似。
大多数华丽的彩色玻璃在法国，包括著名的沙特尔主教座堂的窗户，始于13世纪。保存完好的12世纪的大型窗户远远要少，一处这样的是在波瓦第尔的耶稣受难像，这份非凡的作品贯穿三层，其四叶形的底层绘以圣彼得的殉道，最大的中央层以耶稣受难像占主导，上层则展示了有椭圆形圣光的基督升天。被钉在十字架上的耶稣形象已在展示哥特式的曲线，此处的窗户被乔治·塞顿描述为一处“令人难忘的美”。

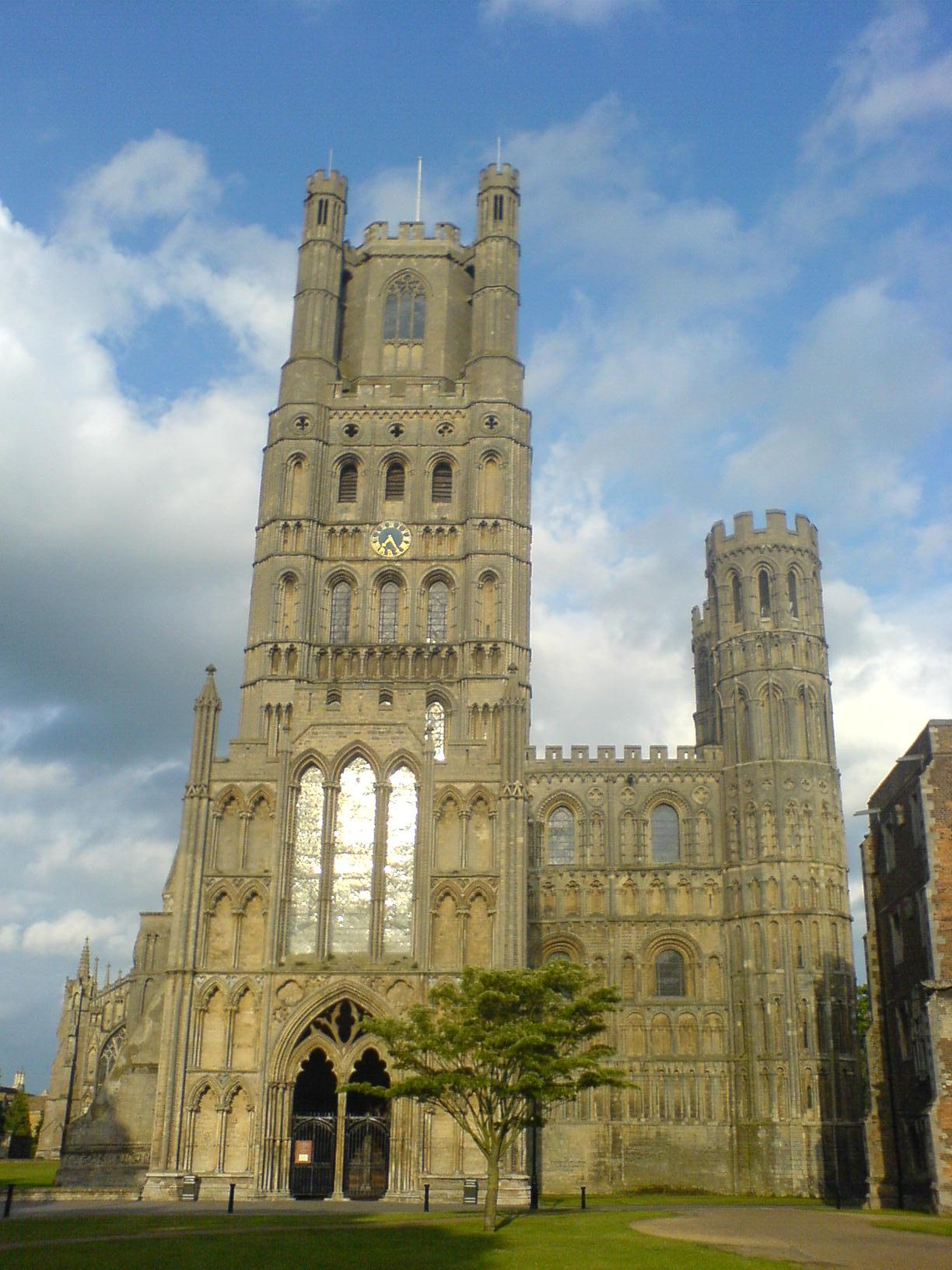
英格兰的伊利主教座堂精细复杂的西面，1180年代的由小塔作为框架的中心塔楼展示了一种过渡时期的特色，其中一处小塔已经倒塌。门廊建于1250年代，顶窗建于1390年代

### 过渡风格
在12世纪，后属哥特式建筑的一些特征开始出现。这并非没有普遍性，例如对于部分已经建造了一个漫长的时期并持续至12世纪的建筑，会同时有极为相似的半圆拱和尖拱的连拱饰，或者窗户虽有同样高度和宽度，但其中稍后建造的已是尖窗。这些可以在图尔奈主教座堂的塔楼和伊利主教座堂的西侧塔楼及正面上见到。一些似乎是在罗曼式和哥特之间徘徊的其他变异出现，例如大多保留下来的由修道院长叙热设计的圣德尼修道院正面，在外观上仍为罗曼式风格，以及拉昂主教座堂的正面虽为哥特式风格但仍有圆拱存在。

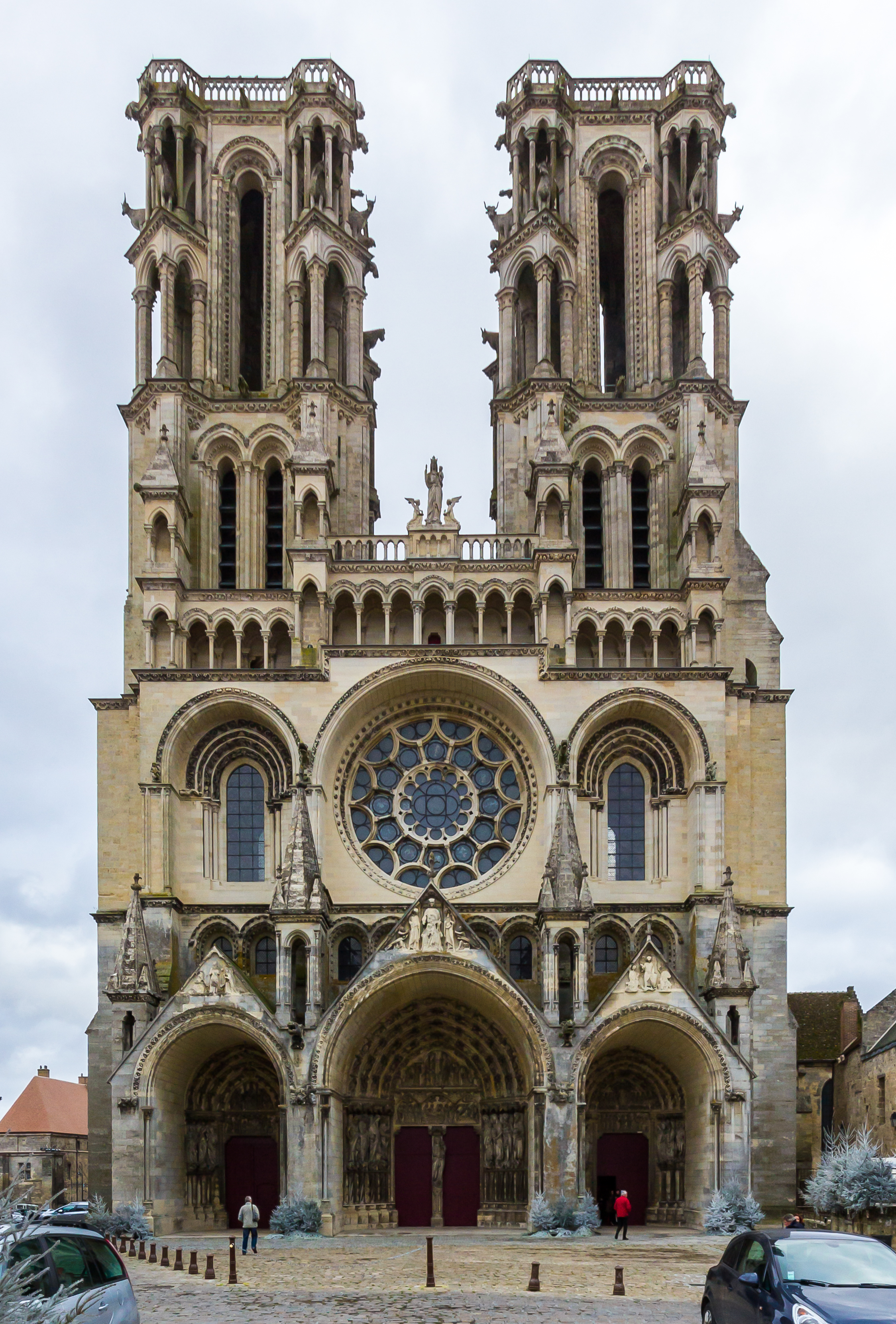
1225年的拉昂主教座堂正面，仍保留了罗曼式的圆拱和连拱饰

### 罗曼式的影响
巴黎及其周围地区迅速地采用了12世纪长老许杰在圣德尼修道院的哥特风格，但是法国的其他地区加入到这一行列较为缓慢，且地方的教堂仍继续以罗曼式的那种沉重的方式和粗石建造，甚至是在开口部分以流行的尖拱形式处理时。
罗曼式建筑的底层平面在英格兰通常会有一个很长的中厅，到16世纪，仍对主教座堂以及后来也成为主教座堂的大型修道院教堂的建筑形式有持续的影响。尽管有英格兰的主教座堂经历了多个阶段的重建这一事实，仍然可以在其中很多主教座堂上见到相当多的诺曼式建筑区域。在温彻斯特座堂的例子中，哥特式的拱仍然精确地从现存的诺曼式柱墩上切出。
在意大利，虽然很多教堂为哥特式（例如佛罗伦萨主教座堂和新圣母大殿），但坚固的、置有改进的科林斯柱头的柱子仍然持续使用。尖拱顶会在方便时使用，但是通常也会在其中合适的地方穿插半圆拱和拱顶。在意大利的哥特式教堂的正面常常不会容易地和罗曼式区分开来。
德国并没有迅速地采用哥特式风格，当它采用的时候，建筑常常很直接的模仿法国的主教座堂，就像科隆主教座堂采用了更为地方化的罗曼式方式建造，其年代仅仅通过尖窗开口流露出来。

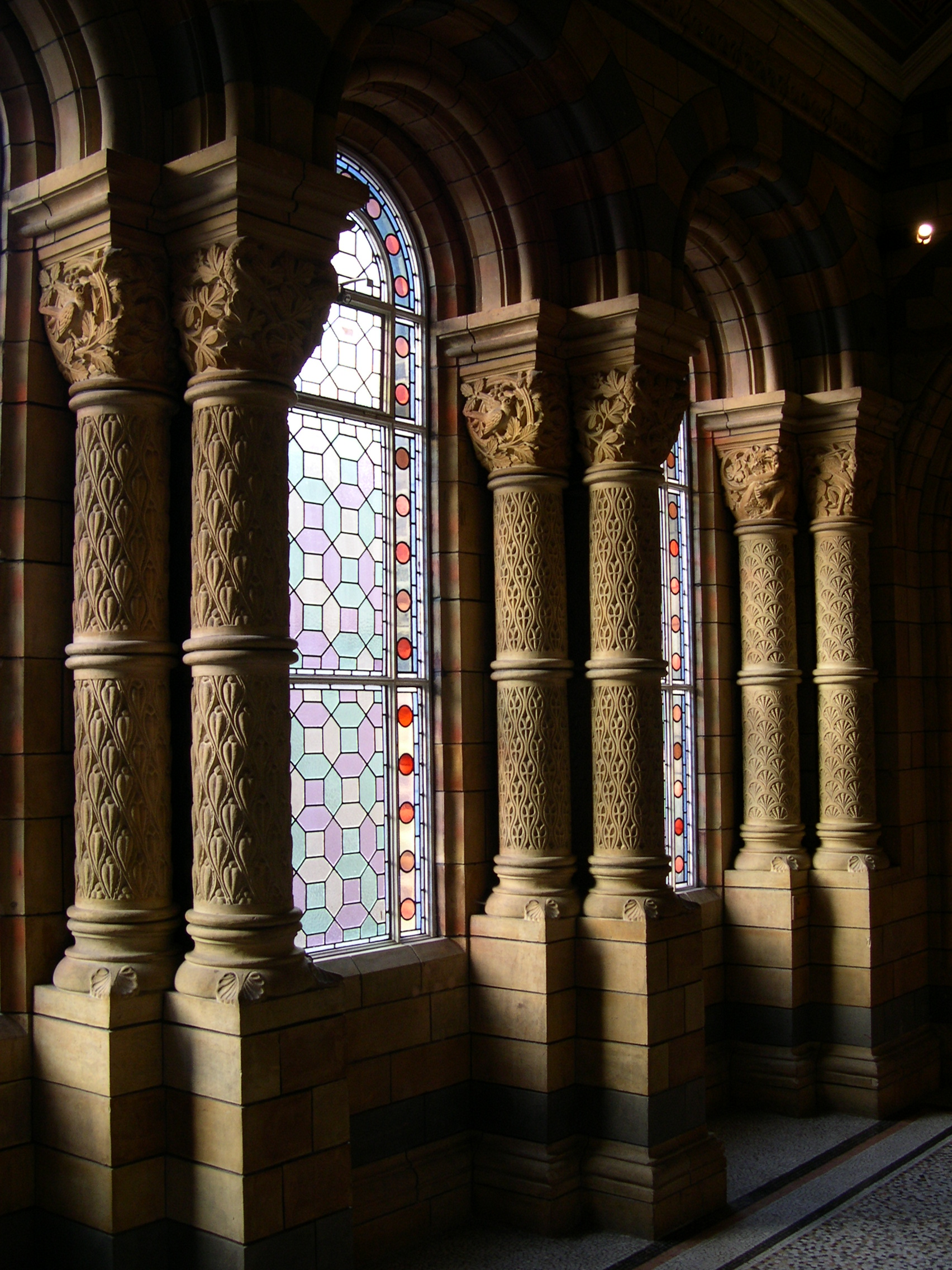
在伦敦的英国自然历史博物馆门廊上的双柱。

## 罗曼式的复兴
当哥特复兴式建筑在19世纪流行的时候，建筑也偶尔会以罗曼式风格设计。有许多罗曼式复兴式的教堂，从较早的1830年代开始一直延续到20世纪，罗曼式风格庞大和“冷酷”的体量受到赏识并多设计为砖砌。

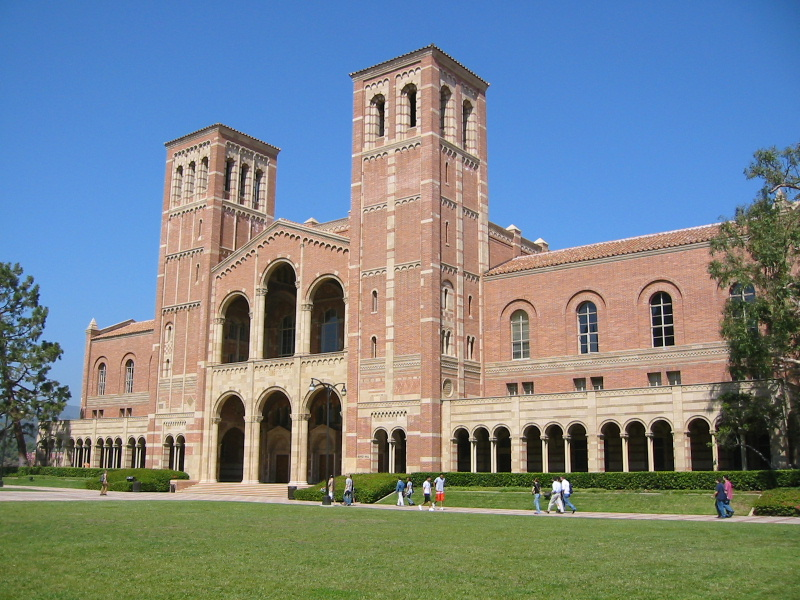
位于加利福尼亚大学洛杉矶分校的罗伊斯礼堂，受意大利米兰的圣盎博罗削圣殿所启发

1879年由阿爾弗雷德·沃特豪斯设计的英国自然历史博物馆另一方面也是一座罗曼式复兴式建筑，它充分发掘了罗曼式连拱饰和建筑雕刻的装饰潜力。既获得了罗曼式的外观，又自由地适应了一种综合的风格以与建筑的功能相结合。例如门廊上的柱子给人一种几何形雕刻的印象，其设计与那些在杜勒姆主教座堂中的相似。然而那些雕刻式样却来源于棕榈树树干、苏铁以及热带蕨类，其中也有很多动物母题，包括稀有和珍奇的物种。
现代建筑的类型中最为频繁的适用于罗曼式风格的是仓库，缺少大型窗户、以及极为有力而稳固的外观正是它所期望的特征。这些建筑通常为砖质，时常会有展平整的扶壁升至上层的宽拱，以模仿一些意大利罗曼式建筑的正面。这种风格也被加以修改，通过将拱之间的空间敞开为大型窗户以适应于商业建筑，砖墙成为实质上已是现代钢框架结构建筑的一层外壳，这便是以建筑师亨利·霍布森·理查森（Henry Hobson Richardson）的名字命名的理查森罗曼式，其中不错的实例是1885年亨利·霍布森·理查森在芝加哥设计的马歇尔·菲尔德百货大厦和1887年威廉·普雷斯顿在美国波士顿设计的查德威克铅厂。这种风格同样也适用于纺织工厂、炼钢厂和发电站。

### 引用
1. ↑  .   [2023-03-06]. （原始内容存档于2023-03-06）.
2. 1 2 3 4 5 6 7 8 9 10 11 12 13 14 15  Bannister Fletcher, A History of Architecture on the Comparative Method’’.
3. ↑  . La Société Française d’Archéologie.   [2022-08-18]. （原始内容存档于2022-03-01）.
4. ↑  Jean Hubert, Romanesque Art.
5. 1 2 3 4 5 6 7 8 9  Helen Gardner, Art through the Ages’’.
6. 1 2 3  George Holmes, ed. The Oxford History of Medieval Europe.
7. ↑  "In the years that followed the year 1000, we witnessed the rebuilding of churches all over the universe, but especially in Italy and Gaul." Chronicle of Raoul Glaber, quoted by Jean Hubert, Romanesque Art.
8. ↑  John Harvey, English Cathedrals
9. 1 2 3 4 5 6 7  Alec Clifton-Taylor, The Cathedrals of England
10. 1 2 3 4 5 6 7 8 9 10 11 12 13 14 15 16  Rolf Toman, Romanesque.
11. ↑  . National Tourism Organisation of Serbia.   [2007-09-28]. （原始内容存档于2007-05-22）.
12. 1 2 3 4 5 6 7 8 9 10 11  Rene Hyughe, Larousse Encyclopedia of Byzantine and Medieval Art
13. 1 2 3  Nikolaus Pevsner, An Outline of European Architecture
14. ↑  Kimball, F., & Edgell, G. H. (1918). A History of Architecture. New York. Harper & Brothers. 621 pages (page 252).
15. ↑  F.H.Crossley, The English Abbey.
16. ↑  可参见在科隆主教座堂的资料
17. ↑  Howe, Jeffery. . A digital archive of architecture. Boston College.   [2007-09-28]. （原始内容存档于2018-02-22）.
18. ↑  James Hall, A History of Ideas and Images in Italian Art, p154, 1983, John Murray, London, ISBN 0719539714
19. ↑  George Seddon in Lee, Seddon and Stephens, Stained Glass
20. ↑  Wim Swaan, Gothic Cathedrals

### 书籍
- V.I. Atroshenko and Judith Collins, The Origins of the Romanesque, Lund Humphries, London, 1985, ISBN 085331487X
- Rolf Toman, Romanesque, Könemann, (1997), ISBN 3-89508-447-6
- Banister Fletcher（英语：Banister Fletcher）, A History of Architecture on the Comparative method (2001). Elsevier Science & Technology. ISBN 0-7506-2267-9.
- Helen Gardner（英语：Helen Gardner (art historian)）; Fred S. Kleiner, Christin J. Mamiya, Gardner's Art through the Ages. Thomson Wadsworth, (2004) ISBN 0-15-505090-7.
- George Holmes, editor, The Oxford Illustrated History of Medieval Europe, Oxford University Press, (1992) ISBN 0-19-820073-0
- René Huyghe, Larousse Encyclopedia of Byzantine and Medieval Art, Paul Hamlyn, (1958)
- François Ischer, Building the Great Cathedrals. Harry N. Abrams, (1998). ISBN 0-8109-4017-5.
- Nikolaus Pevsner（英语：Nikolaus Pevsner）, An Outline of European Architecture. Pelican Books（1964）
- John Beckwith, Early Medieval Art, Thames and Hudson, (1964)
- Peter Kidson, The Medieval World, Paul Hamlyn,（1967）
- T. Francis Bumpus,, The Cathedrals and Churches of Belgium, T. Werner Laurie. (1928)
- Alec Clifton-Taylor, The Cathedrals of England, Thames and Hudson (1967)
- John Harvey（英语：John Harvey）, English Cathedrals, Batsford (1961).
- （法）罗伯特·杜歇，《风格的特征》，2003，北京，三联书店，ISBN 7-108-01840-3

## 外部链接

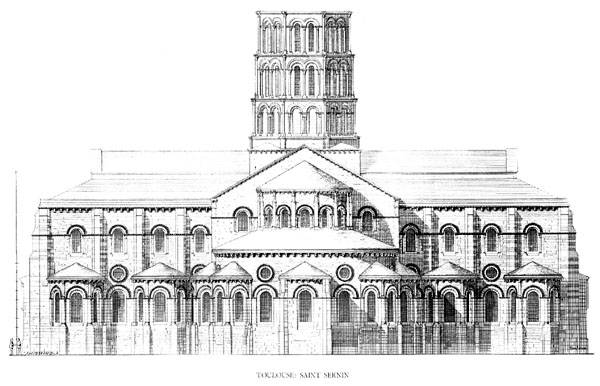
法国图卢兹的圣塞尔楠大殿的东侧尽端立面图（1080–1120）